# T-34
T-34 – radziecki czołg średni produkowany w latach 1941–1958.
W chwili pojawienia się na froncie II wojny światowej stanowił zaskoczenie dla Niemców ze względu na duży kaliber armaty i grubość pancerza (pochyły pancerz czołowy). Miał opinię pojazdu, którego wykorzystanie znacząco wpłynęło na przebieg wojny. Początkowo produkowany w Charkowskiej Fabryce Parowozów im. Kominternu, był podstawą uzbrojenia radzieckich sił pancernych w latach 1941–1945. Podczas wojny był pojazdem pancernym wyprodukowanym w największej liczbie egzemplarzy. Był też drugim, pod względem wielkości produkcji, czołgiem wszech czasów – po swoim następcy, czołgu serii T-54/55. W 1996 roku T-34 był nadal używany przez 27 państw świata.
Czołg T-34 powstał jako rozwinięcie serii czołgów pościgowych (szybkobieżnych) BT. Zastąpił w eksploatacji pojazdy: BT-5, BT-7 oraz czołg wsparcia piechoty T-26. Wyróżniał się solidnym pancerzem i dużą siłą ognia. Początkowo jego skuteczność w polu walki była niska z powodu nieergonomicznego rozmieszczenia załogi i braku radiostacji. Zastosowanie dwuosobowej wieży wymagało od dowódcy czołgu obsługiwania celownika armaty, czyli pełnienia funkcji działonowego (cecha charakterystyczna dla wielu czołgów tego okresu). Takie rozwiązanie było mniej efektywne od rozmieszczenia załóg nowych niemieckich czołgów, których wieże mieściły trzyosobową obsadę (dowódcę, działonowego i ładowniczego).
Projekt i konstrukcja czołgu były stale modernizowane. Poprawiano jego osiągi i zmniejszano koszty produkcji. Pojawiały się też jego nowe wersje. Z początkiem 1944 roku na polach bitewnych pojawił się T-34-85, z potężniejszym działem kalibru 85 mm oraz wieżą zaprojektowaną dla trzech czołgistów.

## Historia produkcji

### Projekt
„Nie mieliśmy niczego podobnego” – Friedrich von Mellenthin.

Przed rokiem 1939 do najliczniejszych czołgów radzieckich należały: czołg lekki T-26 i seria czołgów pościgowych BT. T-26 był powolnym czołgiem piechoty, zaprojektowanym w celu dotrzymania kroku jej żołnierzom. Czołgi BT były tzw. czołgami szybkimi, przeznaczonymi do walki z innymi pojazdami tego typu. Na polu walki miały wykonywać zadania należące dawniej do kawalerii. Oddziały wyposażone w te pojazdy miały dokonywać szybkich, zaskakujących manewrów oskrzydlających pozycje obronne przeciwnika. Oba charakteryzowały się słabym opancerzeniem. Wytrzymywały ostrzał broni strzeleckiej, jednak były podatne na pociski rusznic i armat przeciwpancernych. Stanowiące ich napęd silniki benzynowe łatwo ulegały pożarom. Czołgi były konstrukcjami opartymi na projektach innych krajów z przełomu lat 20. i 30. XX w.: T-26 bazował na konstrukcji brytyjskiego czołgu Vickers E. BT powstały na bazie projektu amerykańskiego inżyniera Waltera Christie.
15 sierpnia 1937 roku dowództwo Armii Czerwonej podjęło decyzję o utworzeniu biura konstrukcyjnego w Charkowskiej Fabryce Parowozów (ChPZ) w Charkowie, w celu skonstruowania następcy czołgów BT. Na szefa biura został wyznaczony inżynier wojskowy 3. rangi, Adolf Dik, który opracował kluczowe dla projektu szkice nowo tworzonej maszyny. Jesienią jednak Dik, wraz ze swym zespołem, został aresztowany przez NKWD i zesłany do łagru, a dalsze prace nad prototypem przydzielono inżynierowi Michaiłowi Koszkinowi. Prototypowy czołg, nazwany A-20, został wyposażony w 25-milimetrowy pancerz, działo 45 mm i nowy model dwunastocylindrowego silnika wysokoprężnego W-2, napędzanego mniej łatwopalnym olejem napędowym. Miał także 8x6-kołowy wymienny układ jezdny (w przeciwieństwie do 8x2 czołgów BT), który pozwalał na jazdę kołową bez gąsienic. Cecha ta w znacznej mierze wpływała na trwałość podwozi czołgów tego typu. Prototypowe pojazdy na płaskim terenie rozwijały prędkość do 85 km/h. Nie miało to jednak przełożenia na skuteczność bojową, a silnik znacznie podnosił ciężar pojazdu. W późniejszym okresie uznano to za marnotrawstwo przestrzeni wewnątrz wozu. W konstrukcji A-20 wykorzystano także pozytywne doświadczenia z prac (projekty BT-IS i BT-SW-2) nad pochyłym pancerzem. Ustawione pod dużym kątem płyty pancerne powodowały większe prawdopodobieństwo załamania toru lotu (tzw. rykoszetu) pocisków przeciwpancernych niż pancerz pionowy. Rozwiązanie to (pochyły pancerz czołowy) zastosowali Niemcy w Panterze i Tygrysie. Taka konstrukcja jednakże zmniejszała ilość miejsca wewnątrz czołgu.

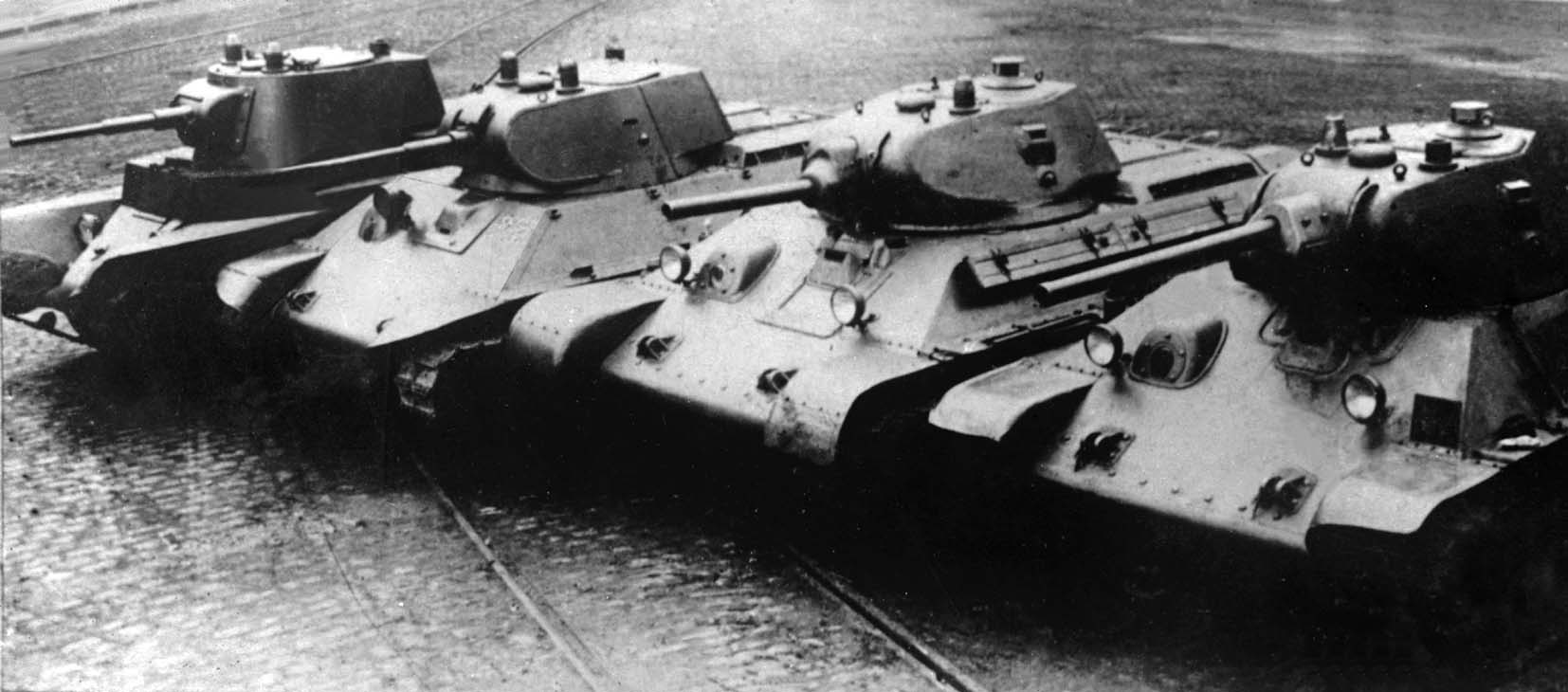
A-8 (BT-7M), A-20, T-34 Model 1940 i Model 1941

Koszkin uzyskał aprobatę Stalina na stworzenie drugiego prototypu, lepiej opancerzonego i uzbrojonego, tzw. „czołgu uniwersalnego”. Nazwano go A-32, od 32-milimetrowego pancerza przedniego. Miał działo 76,2 mm oraz taki sam model silnika (W-2). Czołgi były testowane na poligonie w Kubince w 1939 roku. Udowodniono, że cięższy A-32 jest równie mobilny jak A-20. Cięższa wersja A-32 z 54-milimetrowym przednim pancerzem i szerszymi gąsienicami została przyjęta do produkcji pod oznaczeniem T-34. Oznaczenie to nawiązywało do roku 1934, kiedy Koszkin zaczynał formułować założenia projektu przyszłego czołgu (a także uczczenia dekretu nakazującego zwiększenie sił pancernych).
Dwa prototypy T-34 zostały ukończone w styczniu 1940 roku. Przejechały wyczerpującą, 2000-kilometrową trasę z Charkowa do Moskwy (demonstracja dla przywódców ZSRR) i dalej pod Linię Mannerheima. Planowano użycie pojazdów w toczącej się właśnie wojnie z Finlandią. W rejon walk dotarły one jednak już po ich zakończeniu. Powróciły do Charkowa przez Mińsk oraz Kijów na przełomie kwietnia i maja 1940 roku. Usterki wykryte w zawieszeniu po jeździe testowej zostały poprawione. Sprzeciw dowództwa oraz obawy o duże koszty produkcji zostały ostatecznie zlekceważone przez władze polityczne. Pierwsza seria produkcyjna nowych czołgów została ukończona we wrześniu 1940 roku. W tym czasie wstrzymano w ChPZ produkcję czołgów T-26, BT oraz kilkuwieżowego czołgu średniego T-28 i jego następcy T-29. Koszkin zmarł na zapalenie płuc na skutek wyczerpania jazdą z Charkowa do Moskwy. Na czele biura konstrukcyjnego zastąpił go twórca zawieszenia T-34 – Aleksandr Morozow.
T-34 miał zawieszenie Christiego, użyte wcześniej w czołgach BT. Został jednak pozbawiony możliwości jazdy na kołach. Miał solidny pancerz, mocny silnik i szerokie gąsienice. Początkowa wersja była wyposażona w działo 76,2 mm. Była często nazywana T-34/76 (pierwotnie oznaczenie niemieckie). W 1944 roku rozpoczęto produkcję drugiej głównej wersji czołgu – T-34-85. Miała ona większą wieżę, wyposażoną w działo kalibru 85 mm.
Prototypy poddano testom porównawczym na poligonie w Kubince w sierpniu 1940 r. wraz z zakupionym w Niemczech czołgiem Panzerkampfwagen III Ausf. F. Radziecka konstrukcja przewyższała go opancerzeniem i uzbrojeniem, ale PzKpfw III dysponował lepszą optyką, konstrukcją luków ewakuacyjnych, skrzynią biegów i systemem chłodzenia silnika. Podczas testów prędkości PzKpfw III okazał się być o ponad 20 km/h szybszy od T-34. Był też dużo tańszy i bardziej ergonomiczny od radzieckiego czołgu, zachowywał się też znacznie ciszej – podczas gdy PzKpfw III słyszano z odległości 150-200 metrów, to T-34 był słyszany już z dystansu 500 metrów.
T-34-76 był w 1941 pod wieloma względami najlepszym czołgiem na świecie, ale miał też wady, szczególnie problemy z niezawodnością mechaniczną i trwałością, między innymi gąsienic. Problemy mechaniczne dotyczyły układów kierowniczych, skrzyni biegów i sprzęgła-hamulca. W pierwszych modelach skrzynia biegów w T-34 miała cztery biegi do przodu i wsteczny, a późniejsza skrzynia miała pięć biegów do przodu i wsteczny. Słabą stroną była ograniczona widoczność, jaką załoga czołgu miała na zewnątrz swojego czołgu. Aż do modelu 1943 brakowało mu kopuły dowódcy. Nie wszystkie czołgi były wyposażone w radiostacje, co utrudniało dowodzenie i zmniejszało ich skuteczność w walce.
Średni przebieg międzyremontowy T-34 podczas wojny nie przekraczał 200 km. Uważano to za wystarczające, gdyż średni czas życia czołgu na froncie był znacząco krótszy. Na przykład w 1942 wynosił zaledwie 66 km.

### Uruchomienie i utrzymanie produkcji

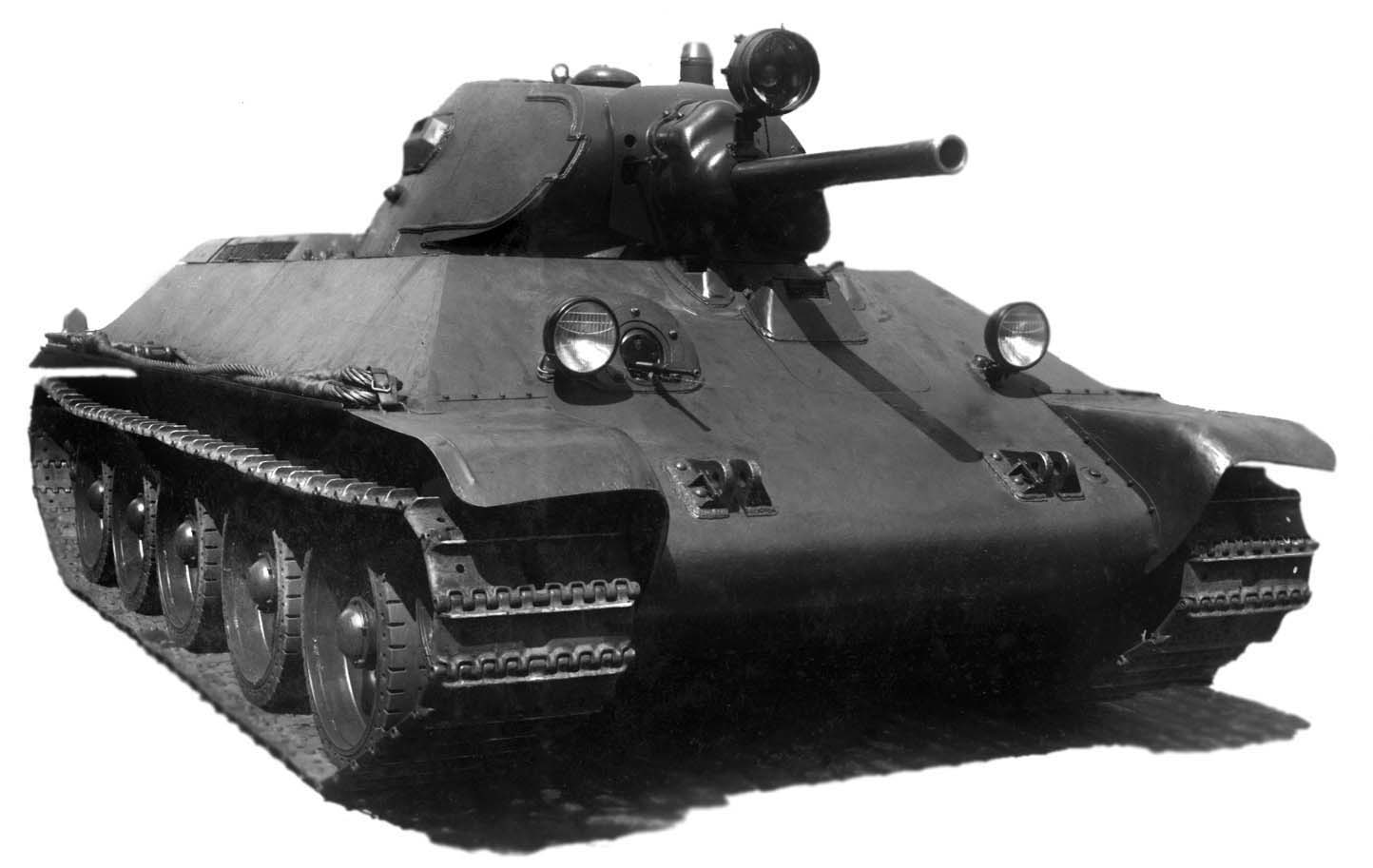
Oryginalny T-34 Model 1940 można rozpoznać po nisko zawieszonej lufie działa Ł-11, pod podwyższeniem osłony działa, mieszczącym jego mechanizm odrzutowy. Jest to preprodukcja prototypowego pojazdu A-34 ze złożonym, jednoczęściowym przodem kadłuba

„Ilość jest jakością samą w sobie” – przypisywane Józefowi Stalinowi

T-34 stał się przyczyną zmian w radzieckim przemyśle. Był najmocniej opancerzonym czołgiem średnim wyprodukowanym do tej pory w ZSRR. Jego podzespoły wytwarzano w różnych fabrykach: Charkowska Fabryka Paliwowa nr 75 dostarczała silniki W-2, leningradzka Fabryka Kirowa (dawne Zakłady Putiłowskie) produkowała działo Ł-11, zaś Fabryka Dynamo w Moskwie wytwarzała elementy elektryczne. Czołgi były budowane początkowo w ChPZ nr 183, od początku 1941 roku w Stalingradzkiej Fabryce Traktorów (STZ). W lipcu 1941 roku ich produkcja rozpoczęła się w zakładzie nr 112 „Krasnoje Sormowo” w Gorkim. Czasem pojawiały się problemy z wadliwymi płytami pancernymi. Z powodu deficytu nowych silników Diesla W-2 czołgi T-34, początkowo produkowane w fabryce w Gorkim, zostały wyposażone w stosowane w czołgach BT, spalające benzynę silniki lotnicze MT-17 oraz niedoskonałe technicznie: skrzynię biegów i sprzęgło. Jedynie czołgi dowódców kompanii były wyposażone w radiostacje. Takie urządzenia były wówczas drogie i dostarczane w małych ilościach. Działo Ł-11 nie spełniało oczekiwań. Biuro konstrukcyjne Wasilija Grabina w Fabryce nr 92 w Gorkim zaprojektowało lepsze działo noszące oznaczenie F-34. Wysocy urzędnicy nie chcieli początkowo wydać zgody na ich produkcję. Oficjalną zgodę otrzymano od Państwowego Komitetu Obrony w późniejszym terminie, po otrzymaniu pochwał dla nowej konstrukcji od dowództw oddziałów eksploatujących czołgi w polu.
Nastąpiły naciski polityczne konserwatywnych członków rządu i dowódców armii. Zamierzali oni przywrócić produkcję starszych czołgów T-26 i BT. Dążyli również do zatrzymania produkcji T-34. Powodem tego były prowadzone prace nad projektem udoskonalonego T-34M. Podobne polityczne przepychanki były kontynuowane w latach powojennych, kiedy T-55, T-64 i T-72 były jednocześnie produkowane w różnych fabrykach na zlecenie czołowych komunistów Rady Najwyższej ZSRR. Niespodziewany atak Niemiec na Związek Radziecki 22 czerwca 1941 roku (Plan Barbarossa) zmusił ZSRR do wstrzymania dalszych prac nad nowymi modelami czołgów i przestawienia się na masową produkcję wdrożonych już konstrukcji.
Gwałtowne i szybkie ataki Niemiec wymusiły ewakuację zagrożonych zdobyciem fabryk czołgów za Ural. ChPZ została przeniesiona w okolice obecnego zakładu Uralwagonzawod w Niżnym Tagile, niegdyś Uralskiego Zakładu Wagonów im. Feliksa Dzierżyńskiego, który przekształcono w Uralską Fabrykę Czołgów im. Józefa Stalina nr 183. Fabryka Kirowska została ewakuowana, jeszcze zanim otoczono Leningrad, i przeniesiona wraz z Charkowską Fabryką Paliwową do Fabryki Traktorów im. Józefa Stalina w Czelabińsku, nazwanej wkrótce Tankograd („Miasto Czołgów”). Linię montażową Fabryki Czołgów im. Klimienta Woroszyłowa nr 174 z Leningradu przeniesiono do Uralskiej Fabryki oraz nowej Omskiej Fabryki nr 174. Zakład Przemysłu Ciężkiego im. Sergo Ordżonikidze (UZTM) w Swierdłowsku przejął wiele mniejszych fabryk. Zanim głównym ośrodkiem produkcyjnym uzbrojenia stały się fabryki na Uralu, kompleksem przemysłowym była Stalingradzka Fabryka Traktorów produkująca 40% wszystkich czołgów T-34. Kiedy jednak zakład został otoczony podczas ciężkich walk o Stalingrad, sytuacja zaczęła się pogarszać. Na skutek braku surowców wprowadzono nowe metody produkcji, a wyprodukowane T-34 były wypuszczane na pole bitwy często bez malowania. Stalingrad utrzymał produkcję do września 1942 roku.

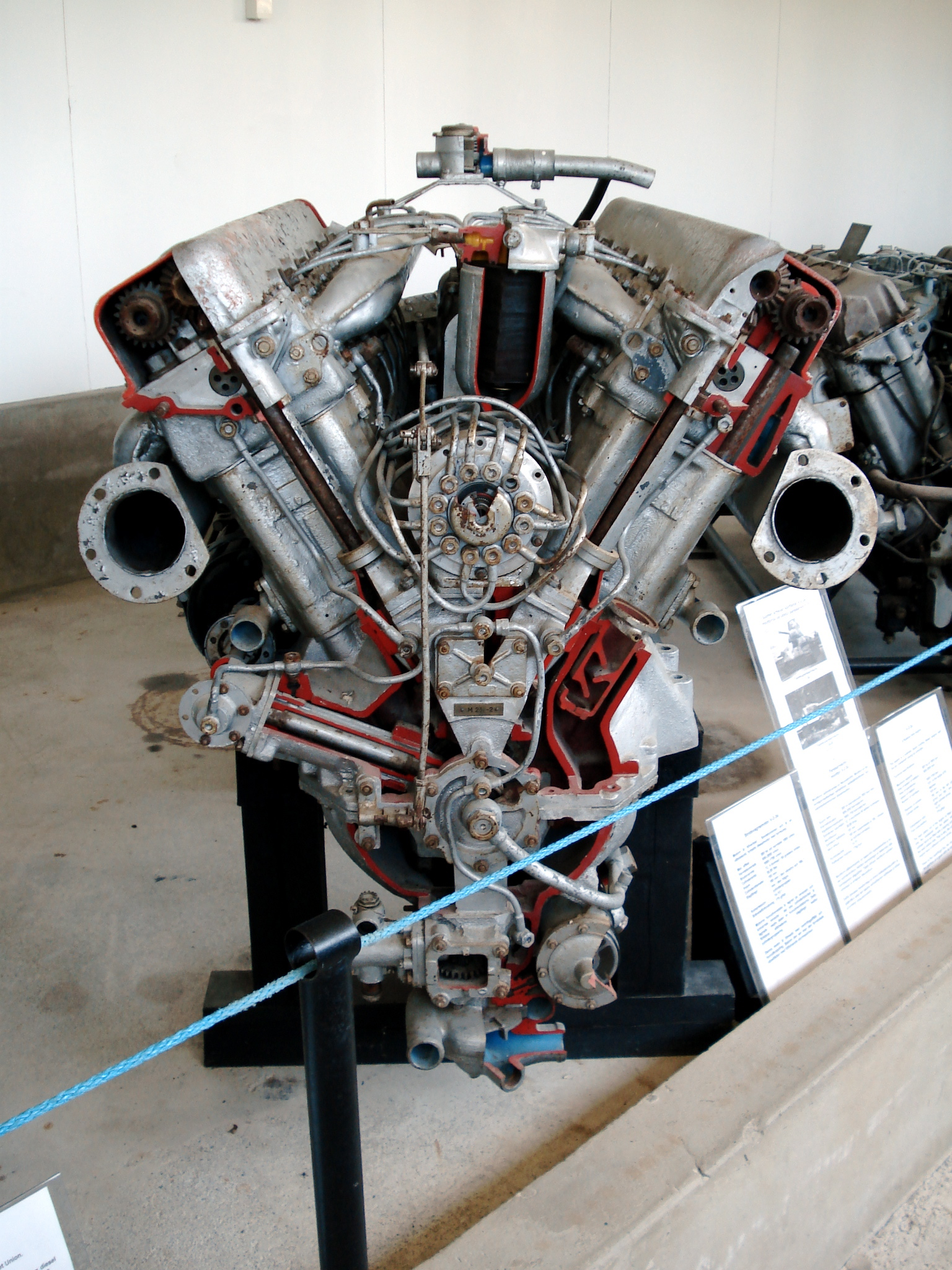
12-cylindrowy silnik Diesla czołgu T-34, Model W-2, w Muzeum Czołgów w Parola

Przerwa w produkcji stała się pretekstem do zmian technologicznych, upraszczających obsługę i zmniejszających koszty produkcji. W celu jej automatyzacji wprowadzono nowe rozwiązania, głównie w kwestii spawania oraz utwardzania płyt pancernych. Zastosowano pomysły profesora Jewgienija Patona. Projekt działa 76,2 mm F-34 Model 1941 uproszczono. Pierwotnie składało się ono z 861 części, po poprawkach z 614. W ciągu dwóch lat koszt produkcji czołgu został zmniejszony z 269 500 w 1941 roku do 135 000 rubli. Produkcja została wstrzymana w drugiej połowie 1942 roku, mimo że próbowano zastąpić najbardziej doświadczonych pracowników fabryki, wysłanych na front, siłą roboczą składającą się w 50% z kobiet, w 15% z dzieci i w 15% z inwalidów oraz mężczyzn w wieku poprodukcyjnym. T-34, które miały być „pięknie wykonanymi maszynami z doskonałym wykończeniem, porównywalnymi bądź lepszymi niż te z Europy Zachodniej bądź Ameryki”, były lepiej wykończone niż w 1941, choć nie zostały dopracowane w kwestii mechaniki.

### Ulepszenia
„Technologiczny wyznacznik norm projektowania czołgów podczas II wojny światowej” – Steven Zaloga et al

W 1942 roku rozpoczęto produkcję nowej sześciokątnej wieży, której konstrukcję zapożyczono z zarzuconego projektu czołgu T-34M. Dzięki niej T-34 miał wyposażoną w wielostronne wizjery kopułę dla dowódcy. Poprawiono też wygodę obsługi. Ograniczone zaopatrzenie w kauczuk wymusiło zastosowanie zespolonych kół drogowych, a do ulepszonej, 5-biegowej skrzyni i silnika dodano nowe sprzęgło.
W 1942 roku na pola bitew dostarczono niemieckie czołgi ze skutecznymi w boju, długimi działami 75 mm. Po wprowadzeniu do produkcji T-34, biuro konstrukcyjne Morozowa rozpoczęło pracę nad prototypem nowoczesnego czołgu T-43. Nacisk położono na poprawę ochrony pancerza w stosunku do T-34. Dodano również nowatorskie urządzenia takie jak drążek skrętny w zawieszeniu i trzyosobową powiększoną wieżę, o większej średnicy łożyska 1,6 m, początkowo uzbrojoną w armatę 76 mm. Z T-43, opracowywanego w bezpośredniej konfrontacji z projektem KW-13, tworzonym przez czelabińskie biuro patentowe, zamierzano uczynić uniwersalny czołg, zdolny zastąpić zarówno T-34, jak i ciężki czołg KW-1. Mimo przygotowań do produkcji, w sierpniu 1943 Stalin osobiście zdecydował o wstrzymaniu prac nad T-43, żeby nie spowodowały zmniejszenia produkcji T-34, którego konstrukcję w tym czasie ulepszono.
Od końca 1942 roku Niemcy przeciwko wojskom radzieckim wystawili nowe czołgi: Tygrysy, a następnie Pantery. Dowództwo radzieckie zdawało sobie sprawę, że 76-milimetrowe działa czołgu T-34 nie wystarczały do sprawnej walki z nowymi maszynami wroga, co potwierdziły doświadczenia z bitwy pod Kurskiem. Uznano 85-milimetrowe działa przeciwlotnicze za bardzo skuteczne w walce z niemieckimi czołgami. Narodził się pomysł połączenia ich z czołgami.
Pierwotnie nową armatę miał otrzymać czołg T-43, jednakże próby wykazały, że jego wieża z armatą 85 mm D-5 może być zastosowana na kadłubie czołgu T-34 z niewielkimi zmianami. Próby przezbrojonego czołgu prowadzono we wrześniu 1943 roku, po czym dowództwo radzieckie podjęło decyzję o przestawieniu linii technologicznych fabryk na produkcję nowego modelu T-34 o zwiększonej (z 1,425 do 1,6 m) średnicy wieży. W rezultacie nowy czołg T-34-85 miał dużo skuteczniejsze działo oraz trzyosobową wieżę wyposażoną w radiostację. Teraz dowódca zajmował się tylko dowodzeniem czołgiem, pozostawiając obsługę działa działonowemu i ładowniczemu. Inną istotną częścią wyposażenia był peryskop obserwacyjny Vickers Mk IV, skopiowany z przedwojennych polskich i brytyjskich projektów, który po zamontowaniu na dachu wieży pozwalał dowódcy na swobodną obserwację terenu wokół czołgu.
Całkowita produkcja nieco spadła, gdy rozpoczęto wytwarzanie nowego modelu czołgu. Mimo że T-34-85 nadal nie był gotowy na starcie z Panterą, po zwiększeniu jego siły rażenia poprzez montaż nowego działa okazał się dużo skuteczniejszy niż poprzednio. Decyzja o wzmocnieniu już istniejącego modelu zamiast montowania nowego pozwoliła ZSRR na wytwarzanie czołgów w takiej liczbie, że różnice w uzbrojeniu mogły być uznane za nieistotne. W maju 1944 Wehrmacht miał jedynie 304 Pantery działające na froncie wschodnim, podczas gdy pracownicy radzieccy, przyspieszając produkcję T-34-85, wytwarzali do 1200 sztuk miesięcznie.

### Stosunek jakości i produkcji do ceny
Koszt produkcji jednego czołgu T-34-85 był początkowo wyższy o 30% niż modelu 1943, na poziomie 164 tysięcy rubli; jednakże w 1945 roku spadł do 142 tysięcy. W trakcie wojny koszt czołgu spadł o połowę w stosunku do 1941 roku, gdy wynosił 270 tysięcy rubli. W tym czasie poziom produkcji utrzymał się mniej więcej na tym samym poziomie, a zdolność penetracji pancerza przez działo oraz grubość opancerzenia przodu jego wieży wzrosły dwukrotnie.

### Dane o produkcji

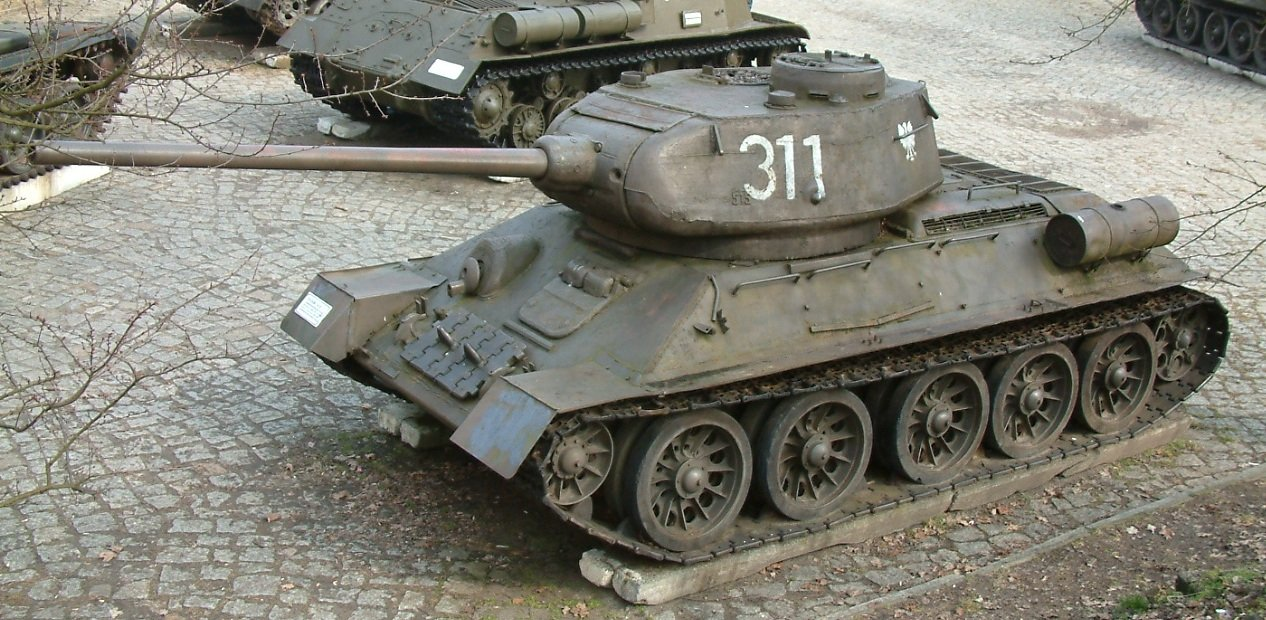
T-34-85 z oznaczeniami Ludowego Wojska Polskiego

Do końca 1945 roku wyprodukowano około 57 tysięcy czołgów T-34: 34 780 oryginalnych T-34 w latach 1940–1944 oraz kolejne 22 599 czołgów T-34-85 w latach 1944–1945. Największym producentem była Fabryka nr 183 (UTZ) z 28 952 czołgami T-34 oraz T-34-85, zbudowanymi między 1941 a 1945 rokiem. Drugą co do wielkości produkcji była Fabryka nr 112 (Krasnoje Sormowo) w mieście Gorki z 12 604 czołgami obu typów. W 1946 zostało zbudowanych 2701 czołgów, a później zaprzestano produkcji na wielką skalę. Została ona uruchomiona na licencji w Polsce (1951–1955) oraz w Czechosłowacji (1951–1958), gdzie zostało zbudowanych odpowiednio 1380 i 3185 czołgów. Później przestawiono się na produkcję czołgów T-54/55, a następnie T-72. W późnych latach 60. XX wieku radziecki T-34-85 przeszedł program modernizacji (T-34M) na potrzeby eksportu i rezerwy. Wyposażono go w elementy napędowe z serii czołgów T-54/55. W ten sposób dostosowano go do ówczesnych standardów czołgów radzieckich.

#### Nazewnictwa modelu

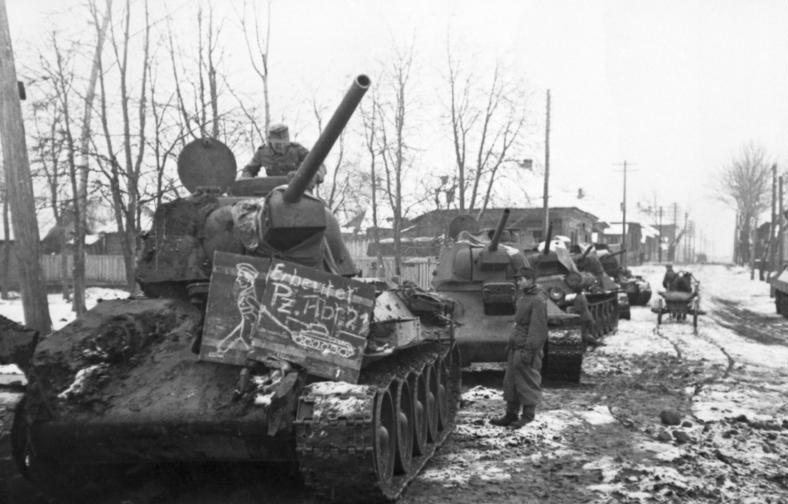
Zdobyczne czołgi T-34 Model 1943, używane przez Wehrmacht

Niemiecki wywiad podczas II wojny światowej przypisywał modelom T-34-76 i T-34-85 drobne zmiany w nazewnictwie polegające na wstawieniu dodatkowej litery, np. T-34-76A. Ta terminologia była najczęściej stosowana na Zachodzie, szczególnie w literaturze popularnej.
Armia Czerwona nigdy nie ustalała zasad nazewnictwa produkowanych przez siebie seryjnych modeli. Jednak od lat 80. XX w. w pracach wielu autorów (szczególnie amerykańskiego specjalisty od wozów bojowych, Stevena Zalogi) stosowano nazewnictwo rosyjskie: T-34 i T-34-85, wraz z niewielkimi wyróżnieniami modeli na podstawie roku produkcji, np. T-34 model 1940. Użyty tutaj system nazewnictwa jest podobny do amerykańskiego, z wyjątkiem przyjętej w Polsce nazwy T-34/85 dla czołgów T-34 z działem 85 mm.
Niektórzy rosyjscy historycy stosują inne nazewnictwa: pierwszy T-34 opisują jako T-34 model 1940 zamiast 1939, wszystkie T-34 z pierwotną wieżą i działem F-34 nazywają T-34 model 1941 w miejsce modeli 1941 i 1942, zaś T-34 z sześciokątną wieżą – model 1942 zamiast modelu 1943.
Zdobyte czołgi T-34 w niemieckiej eksploatacji nazywano Panzerkampfwagen T-34 747(r), gdzie (r) jest skrótem od Russland (Rosji).
Finowie nazwali czołg T-34 Sotka od gągoła, kaczki morskiej, ze względu na jego boczną sylwetkę przypominającą pływające ptactwo wodne (z tym związek mają wspomnienia fińskiego asa pancernego Lauriego Heino). T-34-85 został nazwany pitkäputkinen Sotka, „długolufową Sotką”.
T-34 (w niemieckim nazewnictwie: T-34-76) – oryginalna wersja z działem 76,2 mm.
- Model 1940 (T-34/76A) – wczesne uruchomienie produkcji z prowizorycznym działem czołgowym 76,2 mm Ł-11 w dwuosobowej wieży.
- Model 1941 (T-34/76B) – właściwa produkcja z cięższym pancerzem oraz skutecznym działem F-34 76,2 mm.
- Model 1942 (T-34/76C) – wiele drobnych udoskonaleń w produkcji.
- Model 1943 (T-34/76D, E oraz F) – odlana nowa, sześciokątna wieża, przez Niemców nazywana „Myszką Miki” z powodu jej charakterystycznego wyglądu z otwartymi dwiema jednakowymi, okrągłymi klapami zamontowanymi na jej dachu[25]. Wprowadzono również nową kopułę dla dowódcy.

T-34/57 – mniej niż 324 czołgi T-34 w roku 1941 i w latach 1943–1944 zostały uzbrojone w szybkostrzelne działa 57 mm ZiS-4 lub ZiS-4M, aby służyć jako niszczyciele czołgów. Część z nich wzięła udział w bitwie o Moskwę.
T-34-85 jako najważniejsze udoskonalenie zawierał trzyosobową wieżę z długim działem 85 mm.
- Model 1943 – produkcja z działem D-5T 85 mm trwała krótko, od lutego do marca 1944 roku.
- Model 1944 – ostateczny model z prostszym w wykonaniu działem ZiS-S-53 85 mm, radioodbiornikiem przeniesionym z kadłuba do lepiej rozplanowanej wieży, mającej nowy wizjer dla działonowego.

Do T-34-85 także po wojnie wprowadzano liczne techniczne ulepszenia, przede wszystkim w ramach radzieckich programów modernizacyjnych w 1960 i 1969 roku. Wszystkie modele T-34-85 mają podobny wygląd zewnętrzny.
Przedwojenne plany udoskonalenia czołgu T-34 zostały wznowione w 1944, a nowe modele ujednolicano z czołgiem T-44. Nowy czołg T-44 miał wieżę zaprojektowaną na wzór tej z T-34-85 i całkowicie nowy kadłub z drążkiem skrętnym i poprzecznie montowanym silnikiem. Był niższy niż T-34-85 i był prostszy w produkcji. Od 150 do 200 tych czołgów zostało zbudowanych przed końcem wojny. Jego konstrukcja jednak nie spełniła pokładanych w nim oczekiwań i produkcja została zakończona w 1947 roku.
Szeroko eksportowane egzemplarze T-34-85 produkcji czechosłowackiej można rozpoznać po półstożkowej, opancerzonej owiewce (wyglądającej jak ustawiona tyłem do kierunku jazdy chochla) na lewym tylnym, pochylonym panelu bocznym w przedziale silnikowym sponsonu.

#### Wersje
Rozpoznanie różnych wersji czołgu T-34 może być skomplikowane. Odlewy wież, powierzchowne szczegóły i uzbrojenie różniły się w zależności od fabryki, w której zostały wyprodukowane. Nowe funkcje były dodawane w trakcie produkcji lub dopasowywane do starszych czołgów. Uszkodzone i wyłączone z walki czołgi montowano od nowa. Czasami dodawano do nich wyposażenie nowszych modeli, a nawet całkiem nowe wieże. Niektóre egzemplarze miały także dodatkową osłonę przeciwpancerną, zrobioną z zezłomowanej stali o różnej grubości, zespawanej na kadłubie i wieży. Tak zmodyfikowane czołgi nosiły nazwę s ekranami (ros. с экранами, ‘z ekranami’).
Pierwsze czołgi wyprodukowane w 1940 zostały zainstalowane wraz z radioodbiornikiem 10-RT 26E, instalowanym także na działach samobieżnych SU-100. 10-RT 26E został wkrótce zastąpiony przez model 9-RS. Od 1953 roku modele T-34-85 były wyposażane w radioodbiorniki R-113 Granat.

### Inne bojowe pojazdy opancerzone zbudowane na podstawie T-34
- Czołgi z miotaczem płomieni – OT-34 i OT-34-85, wyposażone w miotacz ognia, montowany w miejsce kadłubowego karabinu maszynowego.
- PT-1 T-34/76 – Protiwominnyj Trał (trał przeciwminowy) – czołg z trałem naciskowym, najczęściej budowany na podwoziu T-34 Model 1943 oraz T-34-85[27].
- Działa samobieżne – podwozie T-34 było używane jako podstawa dla serii dział samobieżnych:
  - SU-122,
  - SU-85,
  - SU-100.

Po II wojnie światowej niektóre czołgi T-34 zostały wyposażone w 122 mm haubice i były używane jako artyleria samobieżna przez wojska Syrii, Egiptu, oraz Kuby.
W Chinach, na podwoziu T-34, zbudowano podwójnie sprzężoną samobieżną armatę przeciwlotniczą kalibru 37 mm, noszącą oznaczenie Typ 63.

### Pojazdy wsparcia oparte na czołgu T-34
Produkcja wielu pojazdów wsparcia – a nawet cywilnych traktorów oraz dźwigów – budowanych na podwoziu T-34 rozpoczęła się podczas działań wojennych, a zakończyła się w latach 90. XX wieku. Zdecydowana większość z nich to przeróbki starych lub zniszczonych czołgów i dział samobieżnych.
- Czołgi mostowe – stare czołgi przebudowywane w polu lub w zakładach naprawczych. Wraki te wraz z przyczepionymi częściami mostowymi zatapiano w wodzie w dwóch rzędach na potrzeby specjalnych operacji przekraczania rzek, później zaś były wyciągane z wody i naprawiane w celu ponownego użycia.
- Wozy zabezpieczenia technicznego – podczas II wojny światowej niektóre stare czołgi były przerabiane na wozy zabezpieczenia technicznego (WZT-y) poprzez pokrycie pierścienia wieży lub dodanie nadbudówki. Po wojnie te zabiegi przetwórcze zostały sformalizowane w udanej produkcji bardziej dopracowanych modeli. Obecnie 2 egzemplarze znajdują się w muzeum w Dolinie Śmierci na Słowacji.

### Dane taktyczno-techniczne
| | T-34 Model 1940 | T-34 Model 1941 | T-34 Model 1942 | T-34 Model 1943 | T-43 prototyp | T-34-85        | T-44           |
| --- | --------------- | --------------- | --------------- | --------------- | ------------- | -------------- | -------------- |
| Masa | 26 t            | 26,5 t          | 28,5 t          | 30,9 t          | 34 t          | 32 t           | 31,9 t         |
| Działo | 76,2 mm Ł-11    | 76,2 mm F-34    | 76,2 mm F-34    | 76,2 mm F-34    | 76,2 mm F-34  | 85 mm ZiS-S-53 | 85 mm ZiS-S-53 |
| Amunicja | 76 nabojów      | 77 nabojów      | 77 nabojów      | 100 nabojów     |               | 60 nabojów     | 58 nabojów     |
| Paliwo | 460 l           | 460 l           | 610 l           | 790 l           |               | 810 l          | 642 l          |
| Zasięg na drodze | 300 km          | 400 km          | 400 km          | 465 km          | 300 km        | 360 km         | 300 km         |
| Opancerzenie | 15–45 mm        | 20–52 mm        | 20–65 mm        | 20–70 mm        | 16–90 mm      | 20–90 mm       | 15–120 mm      |
| Koszty |                 | 270 000 rubli   | 193 000 rubli   | 135 000 rubli   |               | 164 000 rubli  |                |
| Uwagi: wymiary, prędkości jazdy, moc silnika nie różniły się znacząco, z wyjątkiem T-43, który był wolniejszy niż T-34. |                 |                 |                 |                 |               |                |                |

### Opis konstrukcji T-34-85
Czołg T-34-85 zbudowany był w tzw. klasycznym układzie konstrukcyjnym. Kadłub o pochyłych ścianach, zmniejszających ryzyko przebicia przez pociski przeciwpancerne, wykonany został z walcowanych płyt pancernych o maksymalnej grubości 60 mm. Wieża zrobiona była z elementów odlewanych połączonych metodą spawania. Wnętrze pojazdu podzielone było na trzy przedziały: kierowania, bojowy i napędowy. W przedziale kierowania, rozmieszczonym z przodu kadłuba, znajdowały się stanowiska mechanika-kierowcy i strzelca pokładowego-radiotelegrafisty (od wersji T-34-85M1 i M2 zrezygnowano ze strzelca pokładowego, montując tzw. kursowy karabin maszynowy. Był on zamocowany nieruchomo w kadłubie czołgu. Kierowanie jego ogniem odbywało się poprzez zwroty całego pojazdu. Obsługę radiostacji przejął dowódca czołgu). W przedziale bojowym, obejmującym wnętrze wieży i środkową część kadłuba, znajdowały się stanowiska dla dowódcy czołgu i działonowego (z lewej strony wieży) oraz ładowniczego (z prawej strony wieży).
Czołg był napędzany silnikiem wysokoprężnym, widlastym, chłodzonym cieczą. Mechaniczny układ przeniesienia mocy składał się z: wielotarczowego sprzęgła głównego, skrzyni przekładniowej o 5 biegach do przodu i 1 w tył, dwóch mechanizmów skrętu typu sprzęgłowego i dwóch przekładni bocznych. Układ bieżny obejmował 10 kół nośnych, 2 koła napinające z przodu i 2 koła napędzające z tyłu. Zawieszenie kół nośnych niezależne na wahaczach i resorach sprężynowych. Zasadnicze uzbrojenie stanowiła 85 mm armata typu ZiS-S-53 o szybkostrzelności 6–7 strz./min. i maksymalnej donośności: 5200 m (ogniem bezpośrednim) i 13 730 m (ogniem pośrednim). Z armaty strzelano pociskami przeciwpancernymi zwykłymi typów BR-365 i 365K lub podkalibrowymi typu BR-365P. Maksymalna przebijalność pancerza pociskiem zwykłym wynosiła – 102 mm z odległości 1000 m, pociskiem podkalibrowym – 138 mm z odległości 500 m. Do niszczenia celów nieopancerzonych stosowano pociski odłamkowo-burzące typu O-365.
Z armatą sprzężony był 7,62 mm karabin maszynowy DTM o szybkostrzelności 100–120 strz./min i donośności do 1500 m. W kadłubie znajdował się drugi karabin tego samego typu, który w wersji czołgu T-34-85M1 i M2 był karabinem kursowym.
Do prowadzenia ognia z armaty i sprzężonego z nią karabinu maszynowego wykorzystywano celownik typu TSz-16 o powiększeniu 4x. Do obserwacji przedpola przez załogę służyły: dwa peryskopy typu Mk-4 dla działonowego i ładowniczego, wieżyczka obserwacyjna dowódcy czołgu z peryskopem Mk-4 i 5 szczelinami obserwacyjnymi oraz dwa peryskopy w pokrywie włazu mechanika-kierowcy.
Czołg wyposażony był w radiostację typu 10RT-26, którą w późniejszym okresie zastąpiono radiostacją typu R-113. Zasięg łączności obu radiostacji do 20 km na postoju. Do łączności pomiędzy członkami załogi służył czołgowy telefon wewnętrzny typu TPU-47, zastąpiony potem czołgowym telefonem wewnętrznym typu R-120.

## Służba

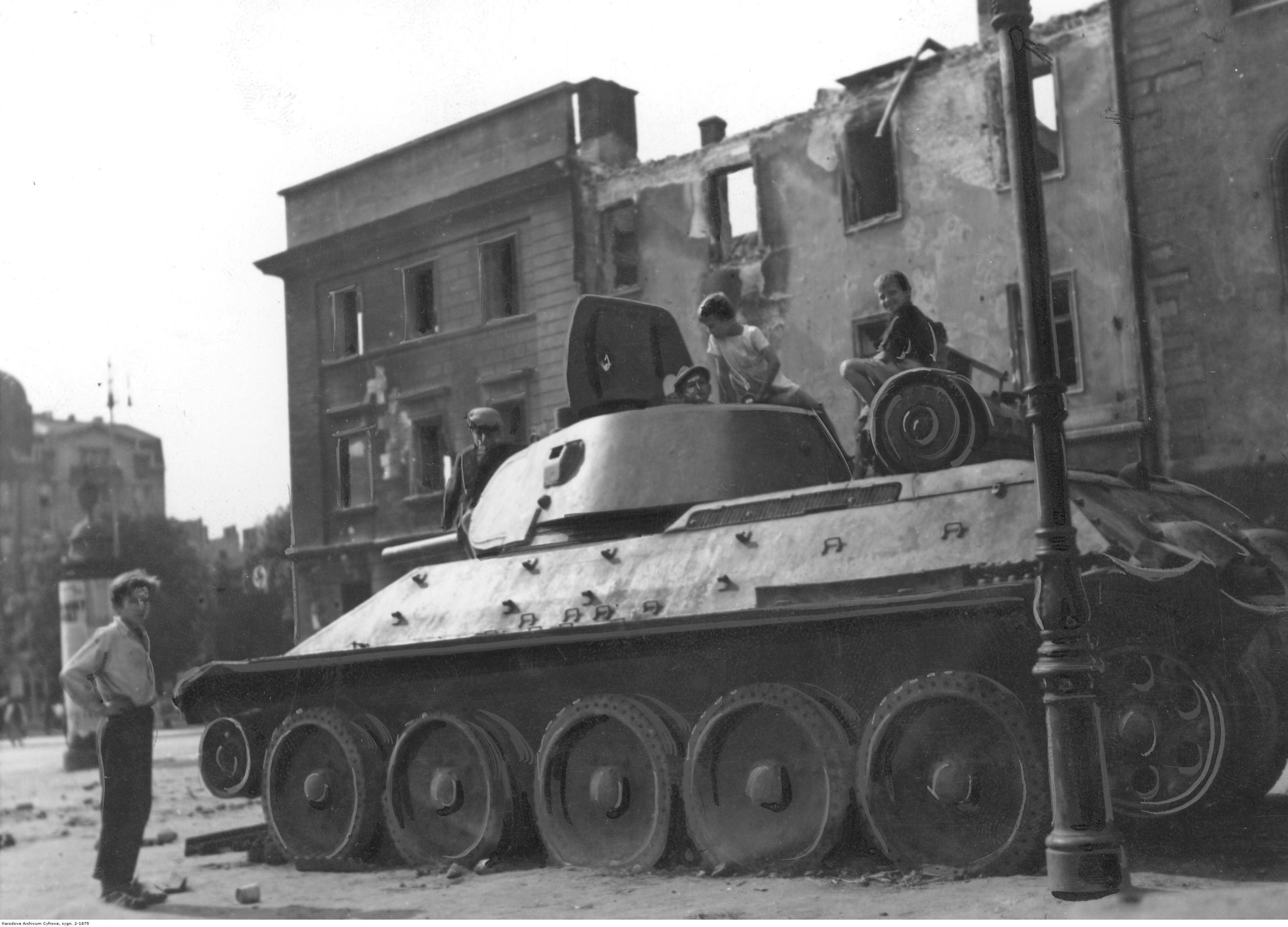
Lwów, czołg T-34 model 41 na ulicy miasta

### II wojna światowa

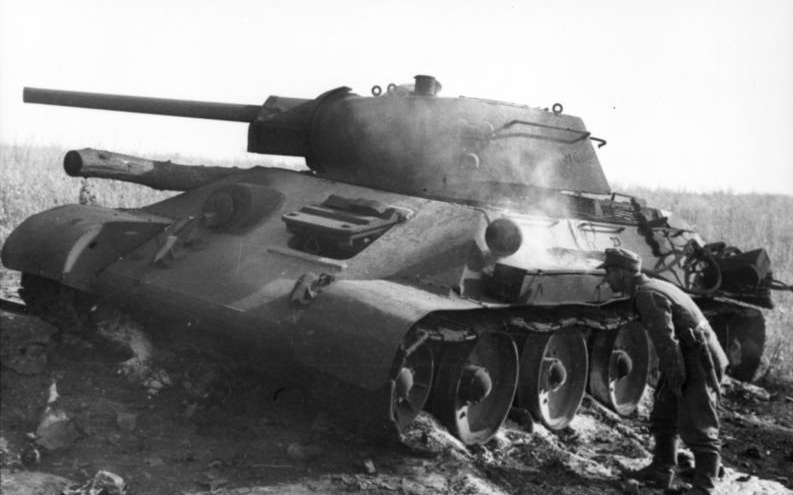
T-34 z fabryki 112. zniszczony w trakcie bitwy pod Prochorowką, rok 1943

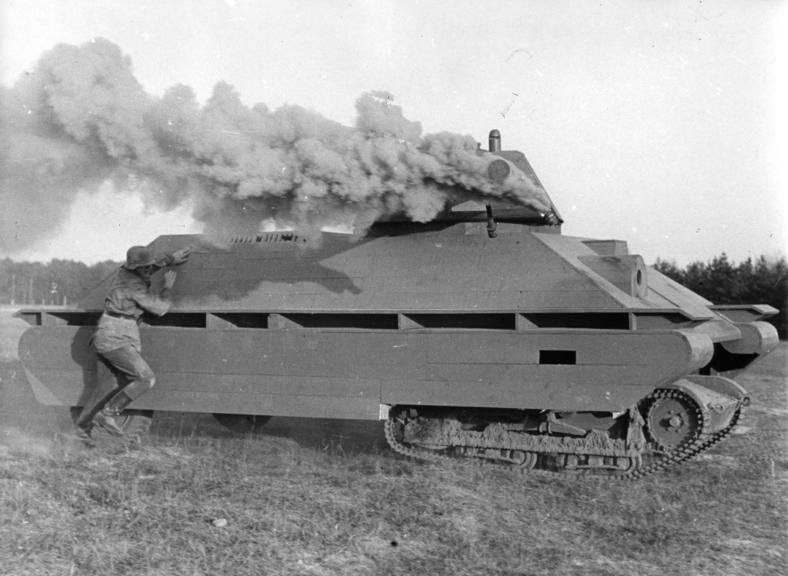
Niemiecka makieta T-34 zbudowana na zdobytej polskiej tankietce TK-3

T-34 był główną siłą pancerną w radzieckich działaniach przeciwko Niemcom. Pojawienie się tego czołgu latem 1941 roku stanowiło psychologiczny wstrząs dla niemieckich żołnierzy, którzy byli przygotowani do stawienia czoła gorszemu przeciwnikowi radzieckiemu. Fakty te zostały przedstawione w pamiętniku Alfreda Jodla, który był zaskoczony pojawieniem się czołgu T-34 w Rydze. T-34 mógł skutecznie konkurować ze wszystkimi niemieckimi czołgami z 1941 roku. Jednakże doświadczał poważnych problemów, np. z silnikami unieruchamianymi przez wsysany kurz i piasek (pierwotny filtr Pomon był niemal całkowicie nieskuteczny) oraz mechanicznych, nękających jego skrzynię biegów i sprzęgło. Co najmniej połowa wszystkich strat w czołgach pierwszego lata była spowodowana awariami, dużo mniej zniszczeń natomiast było skutkiem niemieckiego ognia, choć w danych statystycznych liczyły się także stare, nienaprawiane czołgi. Występowały braki logistyczne co do naprawy sprzętu. Nierzadko załogi wczesnych czołgów T-34 przybywały na bitwę z zapasową skrzynią biegów na pokrywie silnika. Dopiero późniejsze rozwiązania technologiczne zniwelowały usterki mechaniczne.
Zimą 1941/42 roku T-34 ponownie zdominowały niemieckie czołgi dzięki zdolności poruszania się po grząskim błocie lub śniegu bez zsunięcia się w dół. Niemieckie czołgi nie mogły przejeżdżać przez tereny, z którymi radził sobie T-34. PzKpfw IV używał niedostosowanego do warunków pogodowych zawieszenia resoru piórowego oraz wąskiej gąsienicy, mając skłonności do tonięcia w grząskich terenach.
Niemiecka piechota, najczęściej wyposażona w działa przeciwpancerne PaK 36 37 mm, nie miała żadnych skutecznych środków na powstrzymanie T-34. W trakcie bitwy o Francję PaK 36 został nazwany kołatką do drzwi, ze względu na nieskuteczną penetrację wszystkich czołgów poza lekkimi, natomiast owo pukanie informowało załogi cięższych pojazdów o położeniu załogi obsługującej to działo. Załogi niemieckie wyposażone w tę broń, które walczyły na froncie wschodnim, nie mogły zatem niszczyć czołgów radzieckich. Wymuszało to na nich użycie cięższych dział ciągnionych – o większej sile rażenia, takich jak skuteczniejsze PaK 38, nowsze i dużo cięższe PaK 40 oraz działa 88 mm. Jedynie niski poziom wyszkolenia załóg czołgów, nieudolność dowódców radzieckich oraz oszczędna dystrybucja powstrzymały czołg T-34 przed osiąganiem większych sukcesów.
W latach 1942–1943 Armia Czerwona położyła nacisk na odbudowę strat z 1941. Poprawiono umiejętności taktyczne. Produkcja czołgu T-34 wzrosła gwałtownie, ale do jego konstrukcji wprowadzano wyłącznie ulepszenia, które mogły się przyczynić do przyspieszenia produkcji. Radzieccy projektanci zdawali sobie sprawę z konieczności poprawy pewnych niedociągnięć konstrukcji, lecz takie ulepszenia musiałyby doprowadzić do zwiększenia czasu oraz kosztów produkcji i z tego powodu nie mogły być zastosowane. W 1943 produkcja T-34 wzrosła do przeciętnie 1300 sztuk miesięcznie, dużo więcej od niemieckich szacunków. Jednakże radzieckie straty daleko przekraczały niemieckie z powodu braku umiejętności taktycznych.
W odpowiedzi na samą liczbę pojawiających się na polu bitwy czołgów T-34 oraz rosnącego zapotrzebowania na większą siłę ognia, Niemcy zaczęli rozstawiać bardzo dużą liczbę szybkostrzelnych dział PaK 40 75 mm, zarówno holowanych, jak i samobieżnych. Te ostatnie zaczęto budować w 1943 roku. Od 1942 roku i w połowie 1943 roku Niemcy rozpoczęli rozmieszczanie potężnych czołgów ciężkich typu Tygrys oraz średnich Pantera, których pojawienie się wzbudziło potrzebę ulepszenia czołgu T-34. Te poprawione wersje pojawiły się w dwóch godnych zauważenia postaciach: lepiej opancerzonej wersji z 1943 roku, która zawierała bardziej pojemny i wytrzymały zbiornik oraz zmodyfikowaną wieżę, a także wersji z 1944 z nową wieżą, utrzymującą kształt działa p-panc./p-lot. 85 mm ZiS. Te ostatnie miało znacząco większą siłę rażenia, w stosunku do poprzedniego działa 76,2 mm F-34 i ostatecznie dało T-34 zdolności ofensywne, których tak silnie potrzebowała armia radziecka.
W ostatnich latach wojny poprawiona taktyka radzieckich czołgistów była nadal gorsza od niemieckiej, ale wzrost operacyjnego i strategicznego wyszkolenia Armii Czerwonej oraz większe zapasy czołgów pomogły obniżyć statystyki strat. Projekt T-34-85 dał Armii Czerwonej czołg o większym opancerzeniu i mobilności niż niemieckie PzKpfw IV i Sturmgeschütz III. Ten pojazd nie miał natomiast możliwości rywalizacji z Panterą ani w dziale, ani w pancerzu. Dla żołnierzy ZSRR zaletą była dużo mniejsza liczba Panter niż T-34, a T-34-85 był wystarczająco dobry, by odpowiednio wyszkolona załoga mogła w różnych sytuacjach taktycznych przechylić szalę na swoją stronę.
Na początku wojny czołgi T-34 stanowiły tylko 4% radzieckiego arsenału czołgowego, lecz pod koniec wojny było to już co najmniej 55% masowej produkcji czołgów ZSRR (na podstawie listy; Żeltow wymienia nawet większe wartości). Do czasu, gdy T-34 zastąpił starsze modele i stał się dostępny w większych ilościach, nowsze niemieckie czołgi, takie jak ulepszona Pantera, miały nad nim przewagę. Także radzieckie czołgi Iosif Stalin z późnej fazy wojny były lepiej uzbrojone i opancerzone niż T-34.
Naturalną rzeczą wydaje się porównanie ze sobą T-34 oraz amerykańskiego czołgu średniego M4 Sherman. Każdy z tych czołgów stanowił fundament sił opancerzonych w poszczególnych armiach alianckich. T-34 był najnowocześniejszym czołgiem w chwili, kiedy rozpoczęto jego produkcję, podczas gdy Sherman stał się ważnym uczestnikiem wojny od momentu pojawienia się w Afryce Północnej i na Pacyfiku w 1942 roku. Oba modele były unowocześniane i ulepszane na szeroką skalę przez cały okres ich eksploatacji, otrzymując nowe wieże z potężniejszymi działami. Oba zostały zaprojektowane w celu uproszczonego wytwarzania i eksploatacji przy poświęceniu części wydajności. Żaden z nich nie mógł się równać z niemieckimi czołgami: Panterą i Tygrysem w opancerzeniu i sile rażenia. Bardziej porównywalne były radziecki czołg ciężki IS-2 oraz amerykański M26 Pershing.
Czołgi te miały służyć przede wszystkim jako wsparcie piechoty. Rola „czołgu przeciwczołgowego” była również ważna. Produkcja niemieckich czołgów była ograniczona do względnie małej liczby skutecznych, lecz skomplikowanych w konstrukcji pojazdów (po części z powodu przestawienia produkcji na działa samobieżne), co stawiało je w niekorzystnej sytuacji. Decyzja funkcjonariuszy ZSRR o budowie dużej liczby czołgów T-34, przy stopniowym poprawianiu i upraszczaniu ich konstrukcji udowodniła skuteczność strategii, która pomogła Armii Czerwonej w wygraniu II wojny światowej.

### Po II wojnie światowej

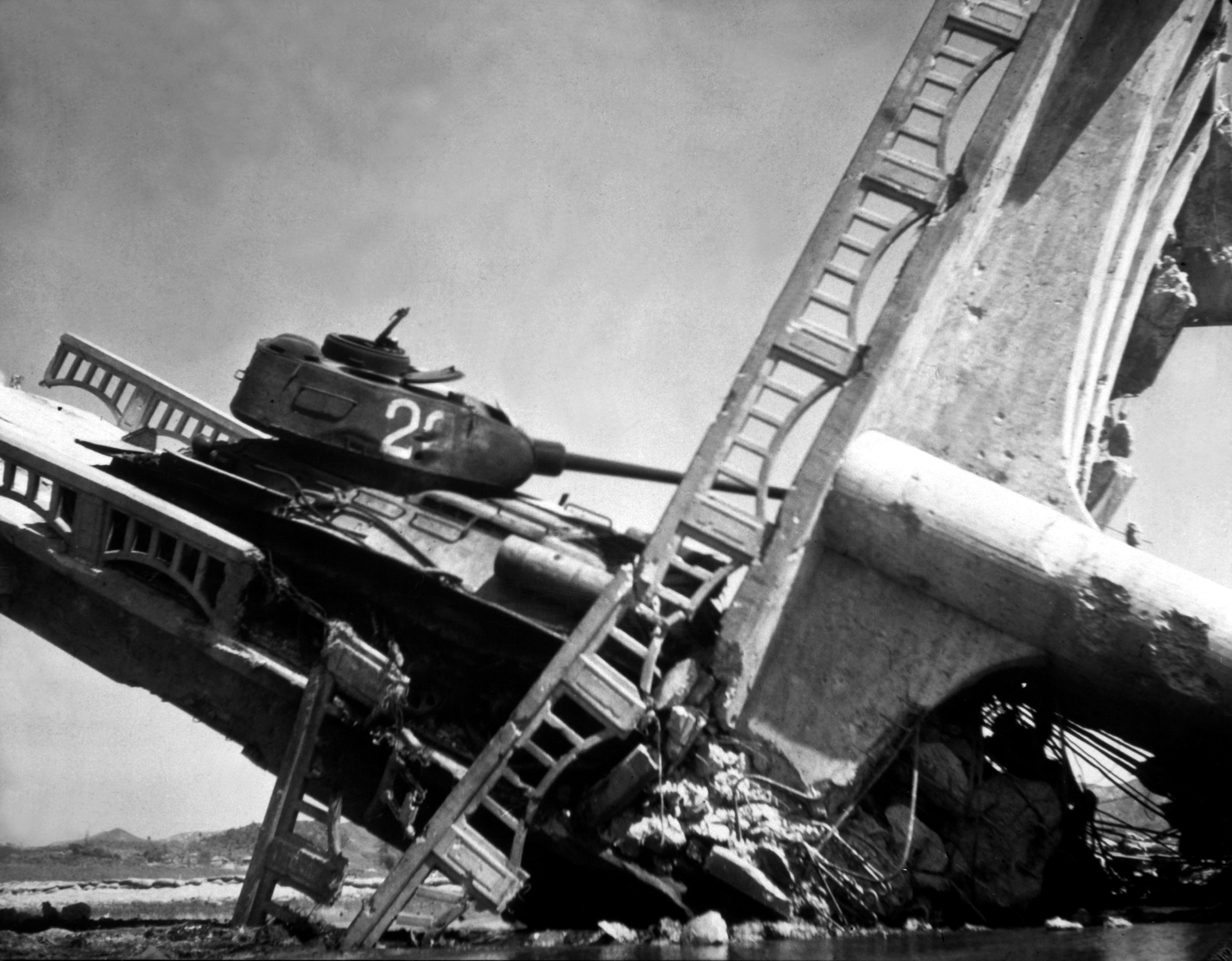
Północnokoreański T-34-85, który został zniszczony na moście na południe od Suwon w wyniku amerykańskiego ataku powietrznego w trakcie wojny koreańskiej

Czołgi w odmianie T-34-85 używane były w wielu armiach w różnych częściach świata na długo po zakończeniu II wojny światowej.
W inwazji Korei Północnej na Południową, w czerwcu 1950 roku, brała udział pełna brygada, wyposażona w około 120 pojazdów T-34-85. Następne T-34 dołączyły do sił uderzeniowych w późniejszym czasie. Radziły one sobie z czołgami M24 Chaffee, ale już nie z M26 Pershing i Centurionami, będącymi na uzbrojeniu sił ONZ. Północnokoreańska 105. Brygada Pancerna początkowo odnosiła liczne zwycięstwa nad piechotą południowokoreańską, siłami Task Force Smith oraz amerykańskimi czołgami. Ciągle używane przez Amerykanów 60-milimetrowe bazooki z II wojny światowej były bezużyteczne przeciwko tym pojazdom. Północnokoreańskie T-34 straciły swoje atuty, kiedy napotkały amerykańskie czołgi M4 Sherman, M26 Pershing i lotnictwo specjalizujące się w atakowaniu punktowych celów naziemnych, a także kiedy amerykańska piechota została uzbrojona w 90-milimetrowe Super Bazooki, pośpiesznie przerzucone ze Stanów Zjednoczonych. Przebieg wojny obrócił się na korzyść sił ONZ w sierpniu 1950 roku, gdy Koreańczycy z Północy odnieśli duże straty w czołgach w serii bitew, podczas których ich przeciwnicy użyli nowego uzbrojenia. Lądowanie Amerykanów w Inczonie (15 września) doprowadziło do przecięcia północnokoreańskich linii zaopatrzeniowych. W związku z tym północni Koreańczycy rzucili się do ucieczki. Wiele pojazdów T-34 oraz innego ciężkiego sprzętu zostało porzuconych. Do czasu, gdy wojska Korei Północnej wycofały się z Południa, wszystkich 239 czołgów T-34 oraz 74 działa samobieżne SU-76 zostały porzucone. W późniejszym czasie rzadko dochodziło do starć z północnokoreańskimi wojskami pancernymi.
Chińskie czołgi T-34 wzięły również udział w wojnie koreańskiej. Były też tam produkowane pod nazwą Typ 58. Ich produkcję wstrzymano na rzecz ulepszonego – Typ 59. Pewna liczba pojazdów T-34, została w Chinach przebudowana na wozy strażackie.
Fińska armia używała czołgów T-34, które zdobyła w czasie wojny kontynuacyjnej. Pewną ich ilość zakupiła również od Niemiec i (po wojnie) od ZSRR. Import czołgów trwał do lat 60. XX wieku. Wiele z tych pojazdów zmodernizowano poprzez montaż dodatkowego fińskiego lub zachodniego wyposażenia.

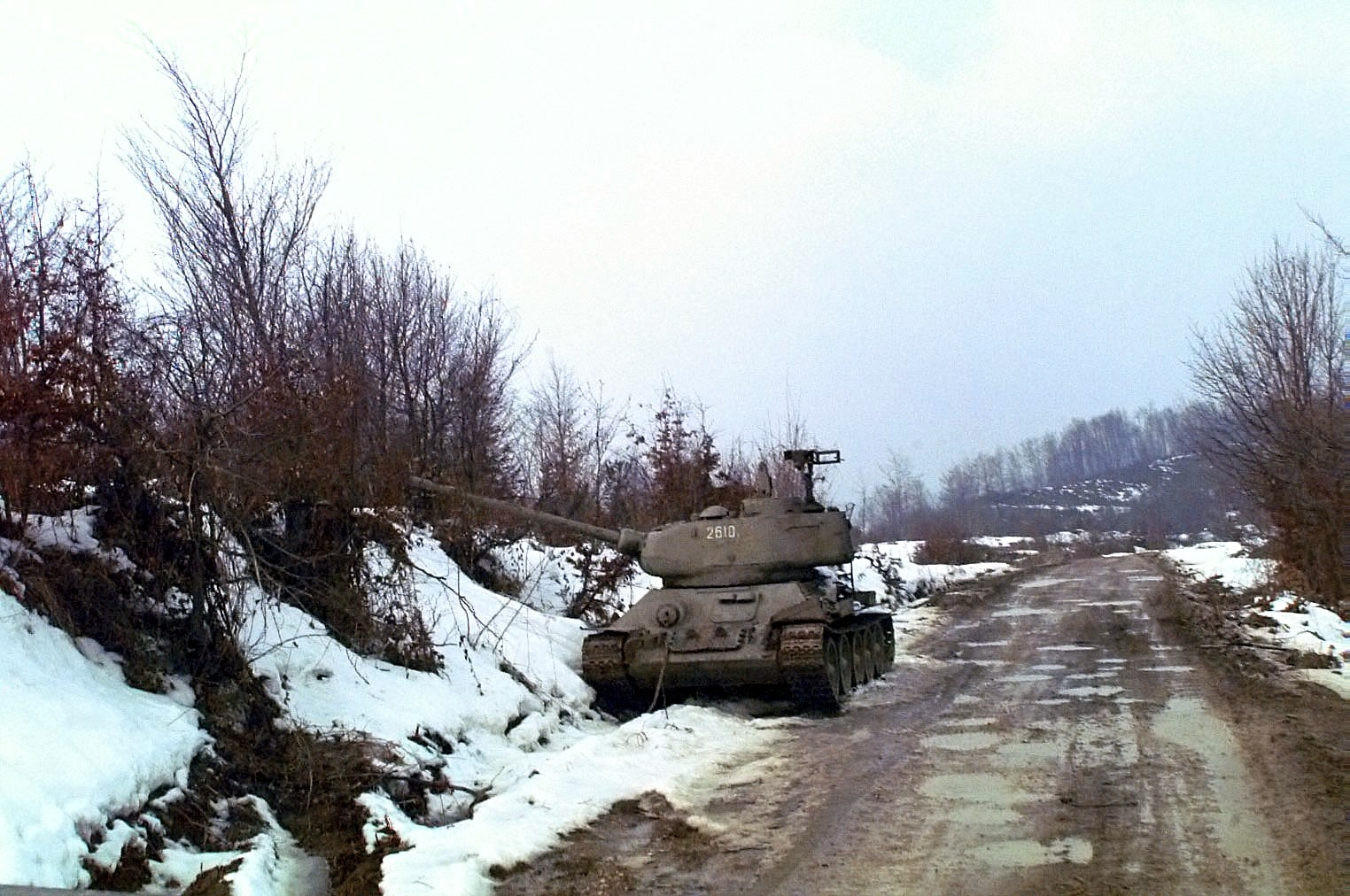
Czołg T-34-85 Armii Bośniackich Serbów w trakcie operacji Joint Endeavor

Wiele armii państw Europy Wschodniej (później należących do Układu Warszawskiego) było zaopatrywanych w T-34. Czołgi te wykorzystywano przy tłumieniu powstania, które wybuchło w NRD 17 czerwca 1953 roku. Używały ich obie walczące strony w czasie powstania węgierskiego w 1956. Były używane na Bliskim Wschodzie, w wojnie wietnamskiej, oraz w wojnie bośniackiej. W maju 1995 roku serbski T-34 zaatakował placówkę UNPROFOR-u, obsadzoną przez 21 Pułk Królewskich Inżynierów w Bośni, raniąc brytyjskiego żołnierza sił pokojowych. Chorwacja odziedziczyła dwadzieścia pięć lub trzydzieści sztuk po Jugosławii, lecz wkrótce wycofała je z użytku.
Czołgi T-34 były sporadycznie używane w Afganistanie (nie wiadomo, czy zostały zastosowane przeciwko siłom koalicji). Armia iracka za czasów Saddama Husajna używała ich do wczesnych latach 90. XX wieku (choć brak danych o ich użyciu w I wojnie w Zatoce Perskiej).
Kubańskie T-34-85 były używane w czasie walk z desantem w Zatoce Świń w 1961. Widziano je także podczas interwencji zbrojnej Kubańczyków w wojnie domowej w Angoli.
15 lipca 1974 roku Siły Narodowej Gwardii Cypryjskiej, wyposażone w około trzydzieści pięć czołgów T-34-85, pomogły w organizacji zamachu stanu greckiej junty przeciwko demokratycznie wybranemu prezydentowi, arcybiskupowi Makariosowi. Czołgi te były widywane podczas szeroko zakrojonych działań przeciwko siłom tureckim w trakcie tzw. inwazji tureckiej w lipcu i sierpniu 1974 roku. Wzięły udział w dwóch ważnych akcjach: pod Kioneli i Kyrenią 20 lipca 1974.
Jeden z T-34-85 został użyty w 2006 roku na Węgrzech w czasie trwającego ponad miesiąc kryzysu wokół gabinetu Ferenca Gyurcsánya, który poskutkował ulicznymi zamieszkami podczas obchodów 50. rocznicy powstania węgierskiego. Protestującym udało się uruchomić muzealny egzemplarz czołgu T-34-85, będący elementem rocznicowej wystawy, i użyć go w walkach z policją.
Obecnie armia jemeńska używa tych czołgów razem z SU-100 w trakcie trwającej od 2015 roku jemeńskiej wojny domowej przeciwko ruchowi Huti.

### W Polsce
Po zakończeniu wojny czołgi T-34-76 i T-34-85 znajdowały się początkowo na uzbrojeniu samodzielnych pułków czołgów Ludowego Wojska Polskiego. Od 1949 r. były one zasadniczym typem czołgu dywizji pancernych i zmechanizowanych. Po wprowadzeniu nowych typów czołgów, od drugiej połowy lat 50., czołgi T-34-76 wycofano ze służby, T-34-85 przesuwano stopniowo najpierw do dywizji II rzutu, a następnie do dywizji skadrowanych i rezerwowych, gdzie pełniły rolę czołgów bezpośredniego wsparcia piechoty. Z uzbrojenia wycofano je dopiero w 1986 r. w ramach procesu redukcji Wojska Polskiego.
W 1956 r. w czasie wydarzeń czerwcowych w Poznaniu, dwa czołgi T-34-85 znajdujące się na uzbrojeniu interweniujących jednostek LWP i KBW dostały się w ręce demonstrantów, którzy wykorzystali je do ostrzału gmachu Wojewódzkiego Urzędu Bezpieczeństwa Publicznego.
Czołg T-34/85 był pierwszym wozem bojowym produkowanym w PRL na skalę masową. W 1951 r. Polska zakupiła licencję na jego produkcję. Docelowo planowano produkować aż 3 tys. wozów rocznie. Producentem pojazdów były Zakłady Mechaniczne „Łabędy” w Łabędach koło Gliwic (obecnie dzielnica miasta). Armaty czołgowe produkowała Huta Stalowa Wola, a silniki Zakłady Mechaniczne nr 2 w Warszawie. Produkcję seryjną uruchomiono w 1952 r. Do chwili jej zakończenia w 1956 r. zbudowano łącznie 1380 czołgów, z których 1108 przekazano jednostkom Wojska Polskiego. Pozostałe 272 wozy przeznaczono na eksport. W czasie eksploatacji w Wojsku Polskim część czołgów T-34/85 została zmodernizowana do wersji T-34-85M1 (podgrzewacz silnika, załoga 4 żołnierzy, wzmocnione zawieszenie) i T-34-85M2 (dodatkowo przystosowany do pokonywania przeszkód wodnych po dnie). Modernizacji dokonywano w Wojskowych Zakładach Mechanicznych w Siemianowicach Śląskich.

### Lista użytkowników

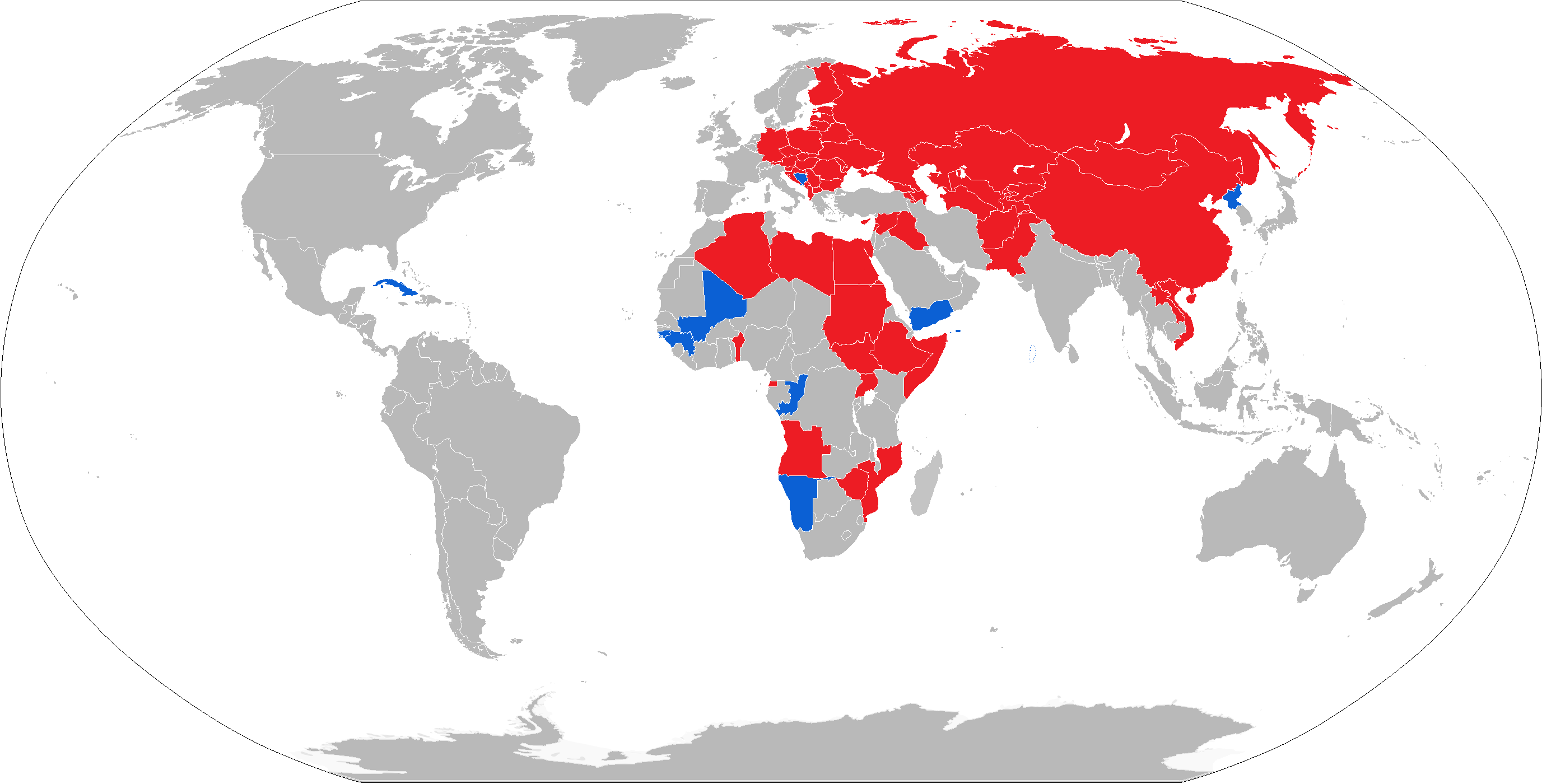
Aktualni użytkownicy czołgu T-34 zaznaczeni na niebiesko, byli użytkownicy na czerwono

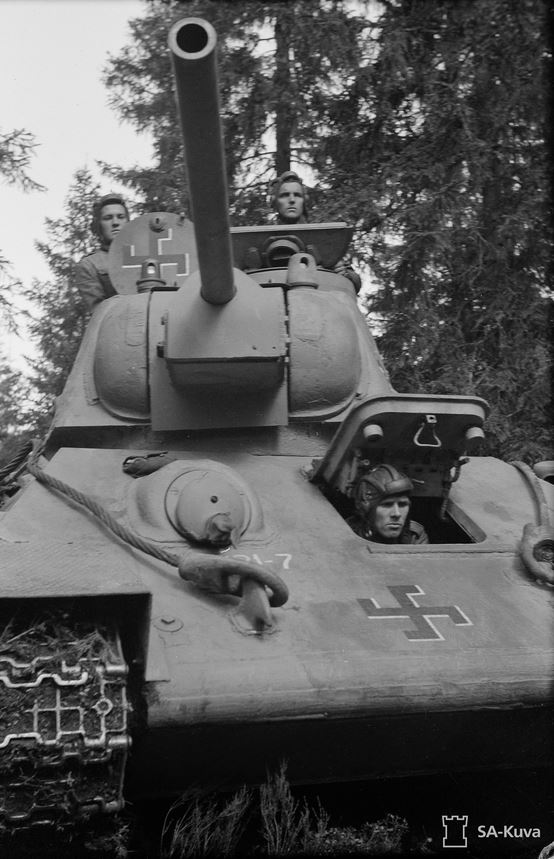
Zdobyczny T-34-76 w służbie fińskiej, 1944

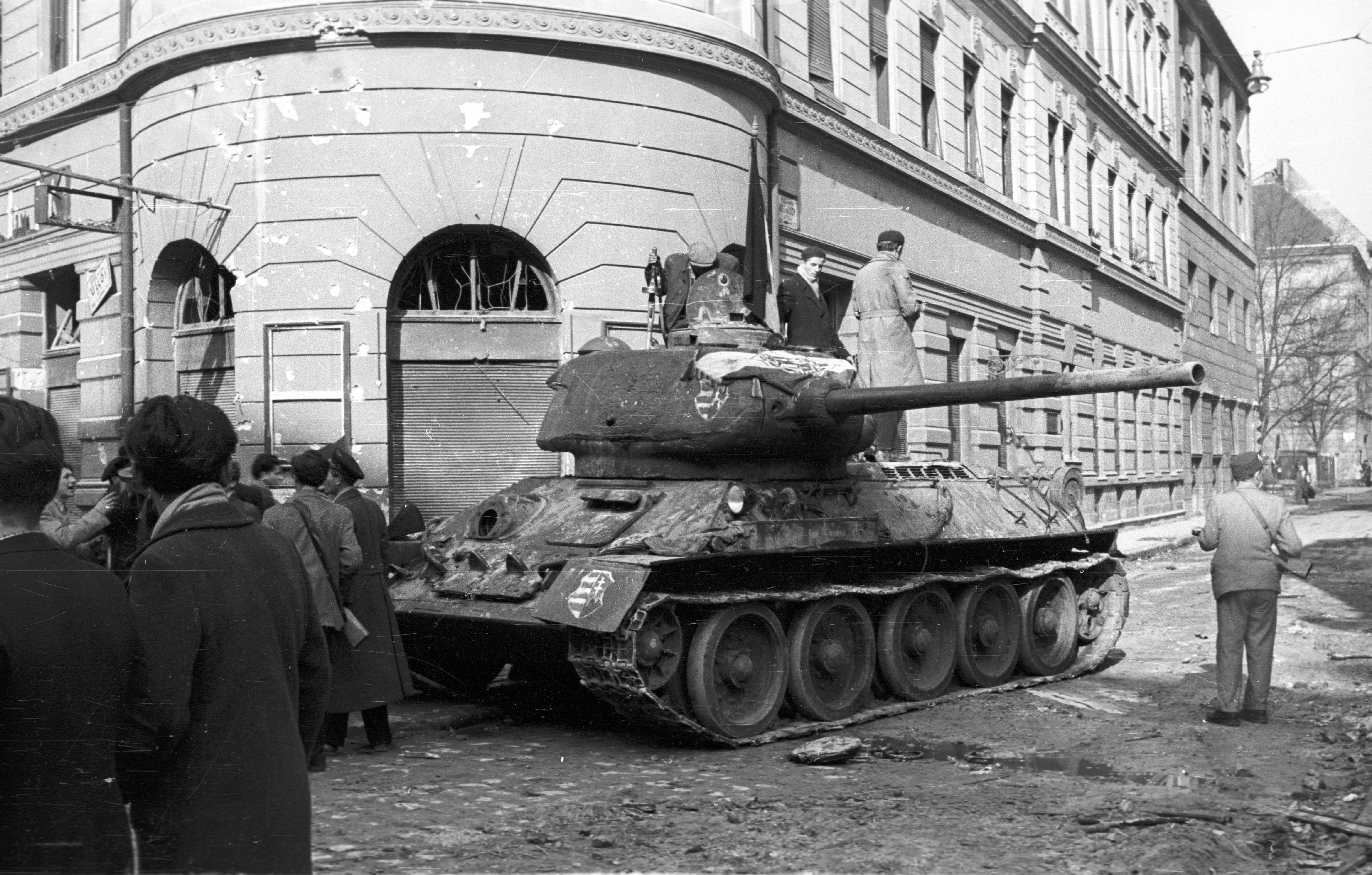
Zdobyty przez powstańców węgierskich T-34-85 w Budapeszcie, 1956

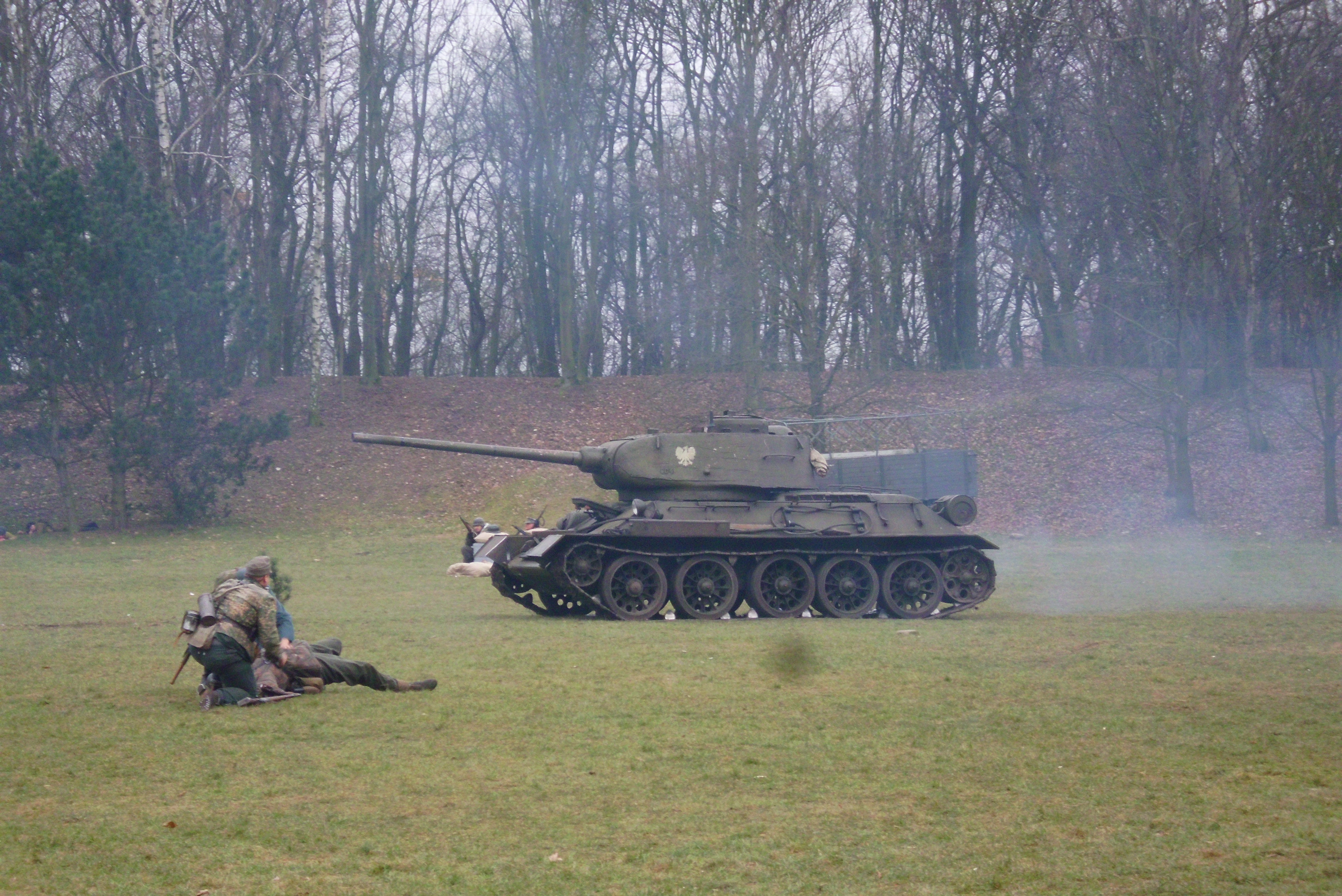
Odrestaurowany T-34-85 podczas rekonstrukcji bitwy o Poznań, 2015

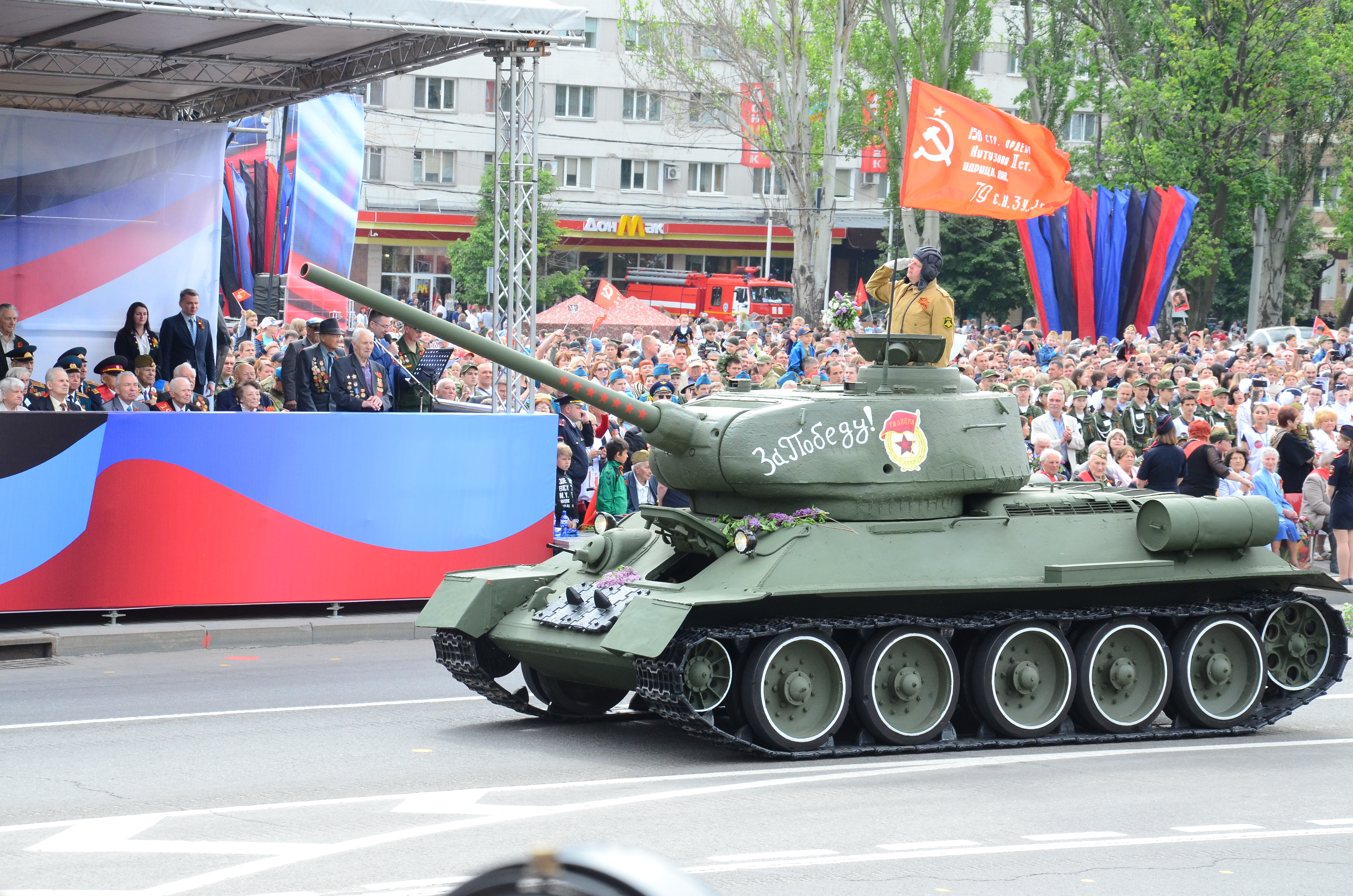
Czołg T-34-85 na paradzie z okazji Dnia Zwycięstwa w Doniecku, 2018

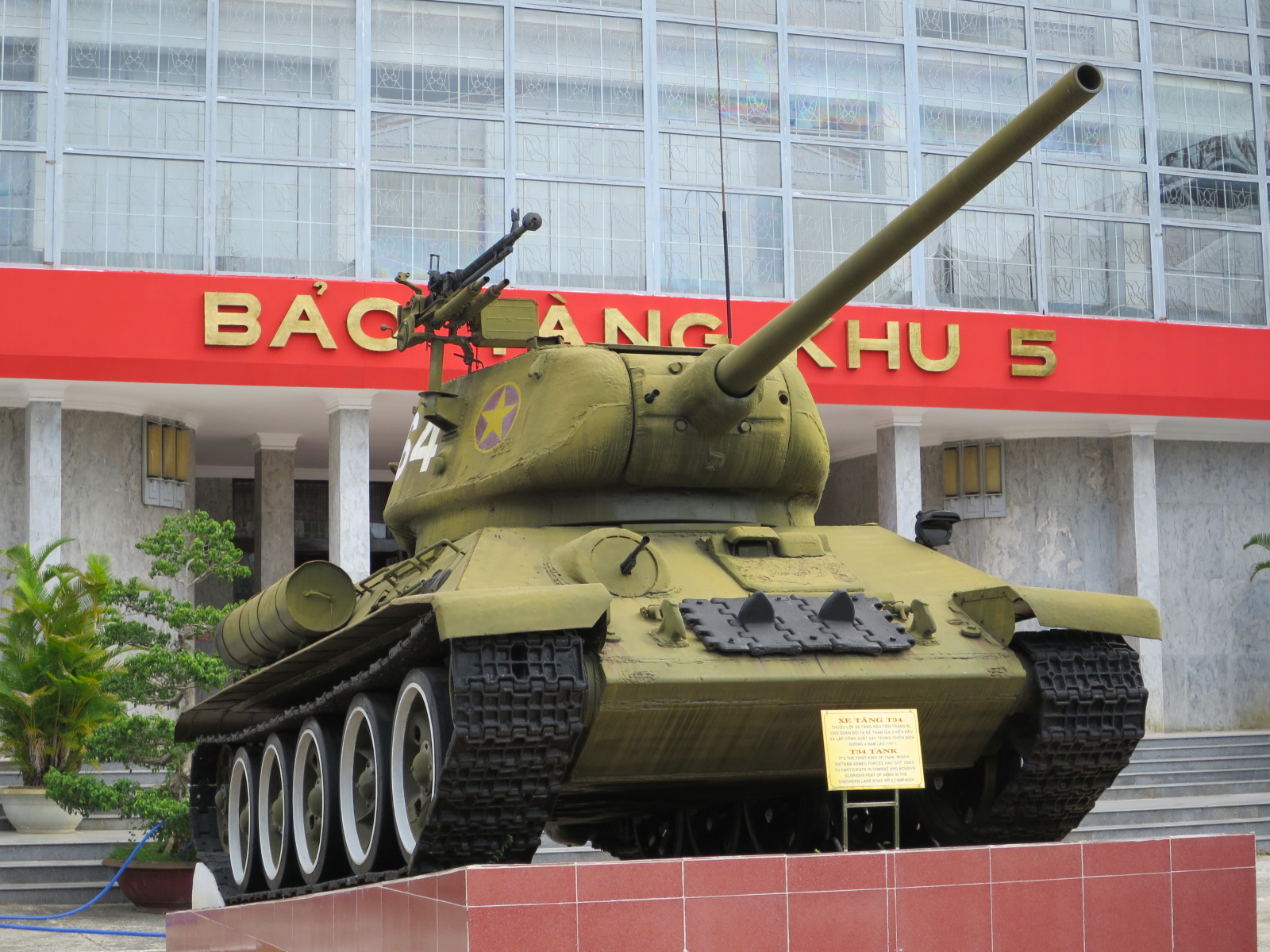
Czołg T-34-85 na pomniku w Wietnamie

Łącznie czołg T-34 w różnych wariantach był używany w 40 państwach:
Aktualni użytkownicy:

- Bośnia i Hercegowina
- Gwinea
- Gwinea Bissau
- Jemen
- Korea Północna
- Kongo
- Kuba
- Namibia
- Wietnam

Byli użytkownicy:
- Afganistan
- Albania
- Algieria
- Angola
- Austria
- Bułgaria
- Chiny
- Chorwacja
- Niepodległe Państwo Chorwackie[a]
- Cypr
- Czechosłowacja
- Egipt
- Etiopia
- Finlandia[a]
- Gwinea Równikowa
- Indonezja
- Irak
- Jemen Południowy
- Jemen Północny
- Jugosławia
- Kongo
- Laos
- Liban
- Mongolia
- Mozambik
- NRD
- III Rzesza[a]
- Palestyna
- Pakistan
- Polska
- Królestwo Rumunii[a]
- Rumunia
- Rosyjska Armia Wyzwoleńcza[a]
- Słowenia
- Somalia
- Sudan
- Syria
- Togo
- Turcja
- Uganda
- Węgry
- Włochy[a]
- Zimbabwe
- ZSRR

W 1996 roku pozostawał jeszcze na służbie w 27 państwach, a były to: 

Europa oraz Ameryki:
- Albania
- Bułgaria
- Chorwacja
- Jugosławia
- Kuba

Bliski Wschód oraz Azja:
- Afganistan
- Chińska Republika Ludowa
- Jemen
- Korea Północna
- Liban
- Libia
- Mongolia
- Syria
- Wietnam

Afryka:
- Algieria
- Angola
- Etiopia
- Gwinea
- Gwinea Bissau
- Gwinea Równikowa
- Kongo
- Mali
- Mozambik
- Somalia
- Sudan
- Togo
- Zimbabwe

## Nomenklatura
Poprawne oznaczenie to T-34-85. Często spotykany jest błędny zapis T-34/85. W dokumentach nie widnieje nigdzie oznaczenie T-34/85, a T-34-85.

## Skuteczność bojowa
„Najlepszy czołg na świecie” – marszałek polny Paul Ludwig Ewald von Kleist

Skuteczność bojowa wczesnowojennych czołgów T-34 może być oceniana w odniesieniu do czynników „twardych”, czyli opancerzenia, siły ognia (rażenia) i mobilności, oraz czynników „miękkich”, takich jak wygoda załogi, przyrządy wizji, rozplanowanie zadań załogi itd. Przy produkcji T-34 położono większy nacisk na czynniki twarde niż miękkie.
W 1941 roku gruby, pochyły pancerz T-34 stanowił przeszkodę dla całego niemieckiego oręża przeciwpancernego, z wyjątkiem holowanych dział 88 mm. Od połowy 1942 roku T-34 stawał się podatny na uszkodzenia ze strony ulepszonych niemieckich czołgów i tak pozostało do końca wojny. Jego opancerzenie było podobne bądź lepsze w stosunku do porównywalnych czołgów, takich jak amerykański M4 Sherman oraz niemiecki PzKpfw IV.
Pod względem siły rażenia, 76-milimetrowe działo czołgu T-34 z amunicją przeciwpancerną mogło przebić z łatwością każdy niemiecki pojazd z 1941 roku. Działo to strzelało również skutecznymi przeciw piechocie i innym celom miękkim pociskami burzącymi. W 1943 roku działo 76 mm nie mogło przebić przedniego pancerza Pantery i nie było porównywalne z długimi na 75 mm działem Pantery oraz na 88 mm Tygrysa. Wprowadzenie radzieckiego działa 85 mm w 1944 roku nie uczyniło czołgu T-34-85 podobnym w sile rażenia, ale „osiemdziesiątka piątka” mogła z wystarczającej odległości przebijać zarówno Panterę, jak i Tygrysa.

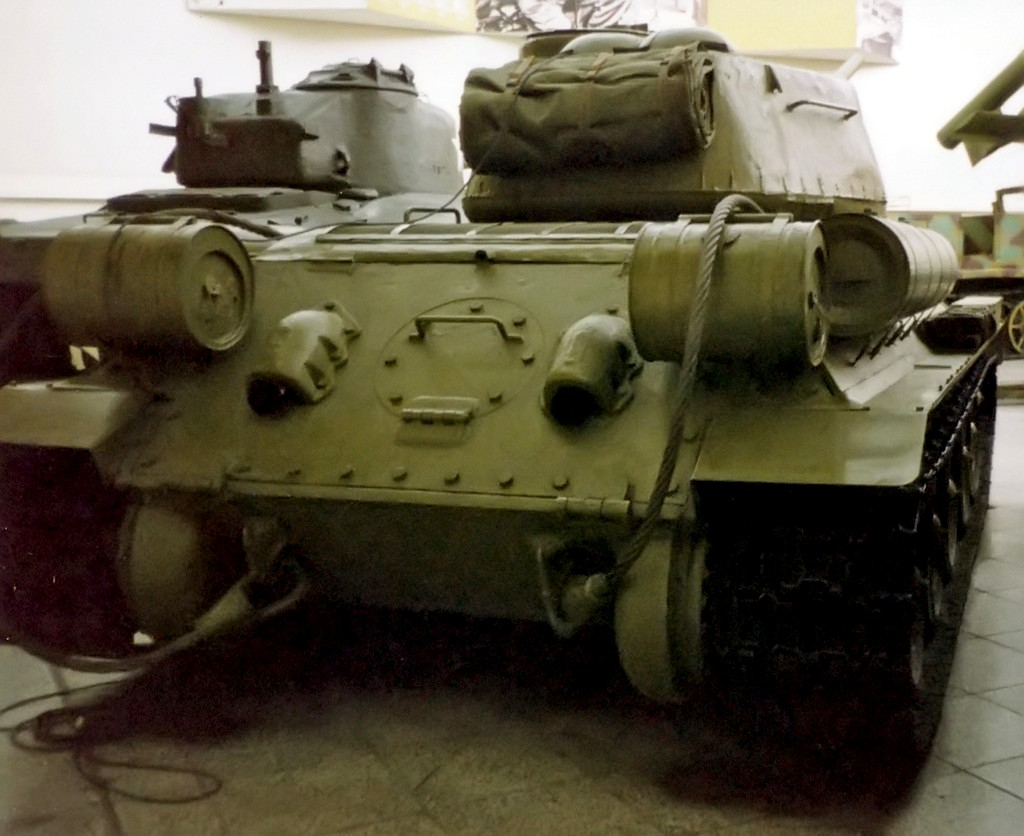
T-34-85 z tyłu. Na środku znajduje się okrągły właz do przedziału napędowego, otoczony rurami wydechowymi. Świece dymne MDSz z tyłu kadłuba oraz dodatkowe zbiorniki z paliwem na bokach.

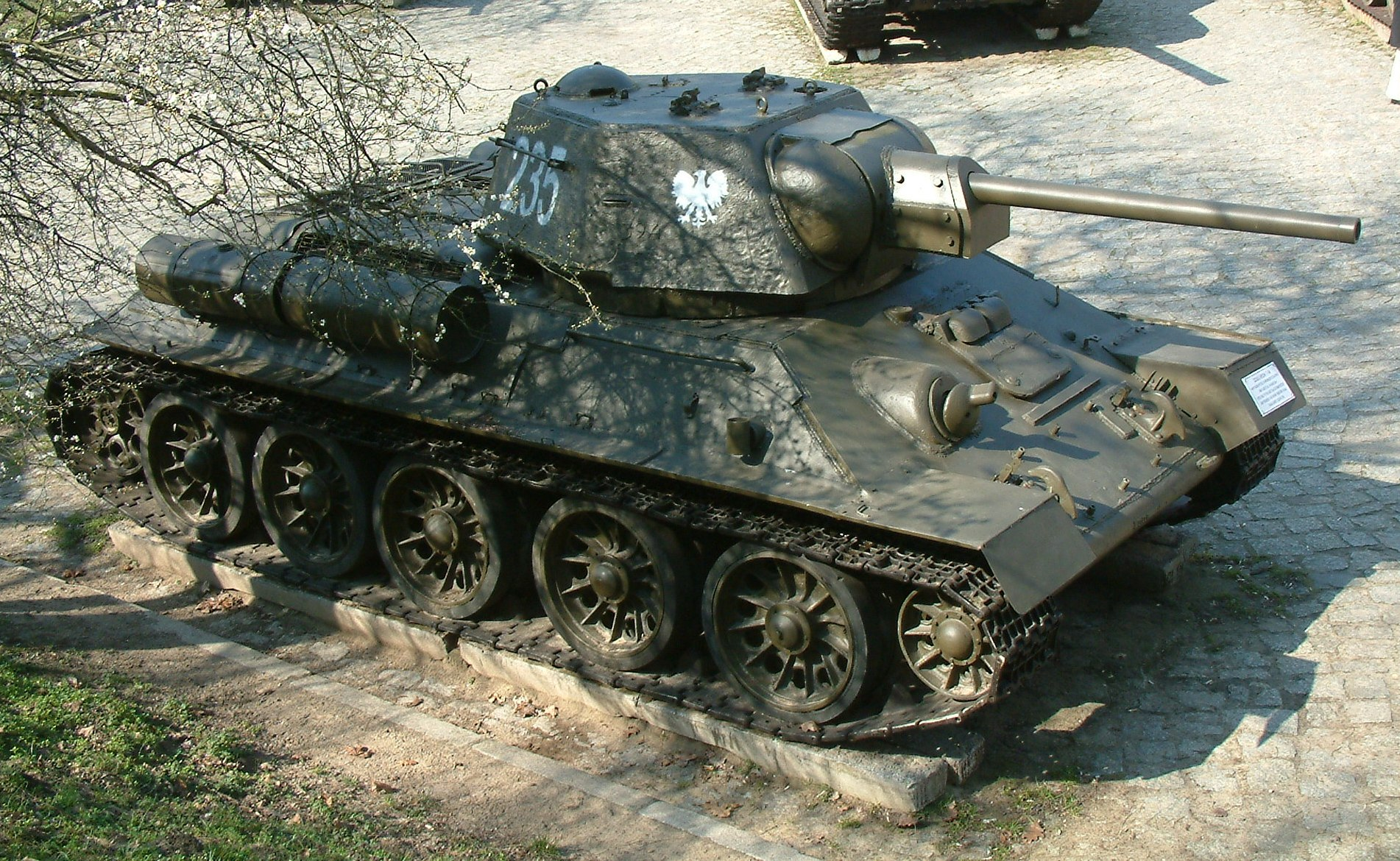
Polski T-34 Model 1943 w Muzeum Uzbrojenia w Poznaniu, sześciokątna wieża modelu z 1943 odróżnia go od innych

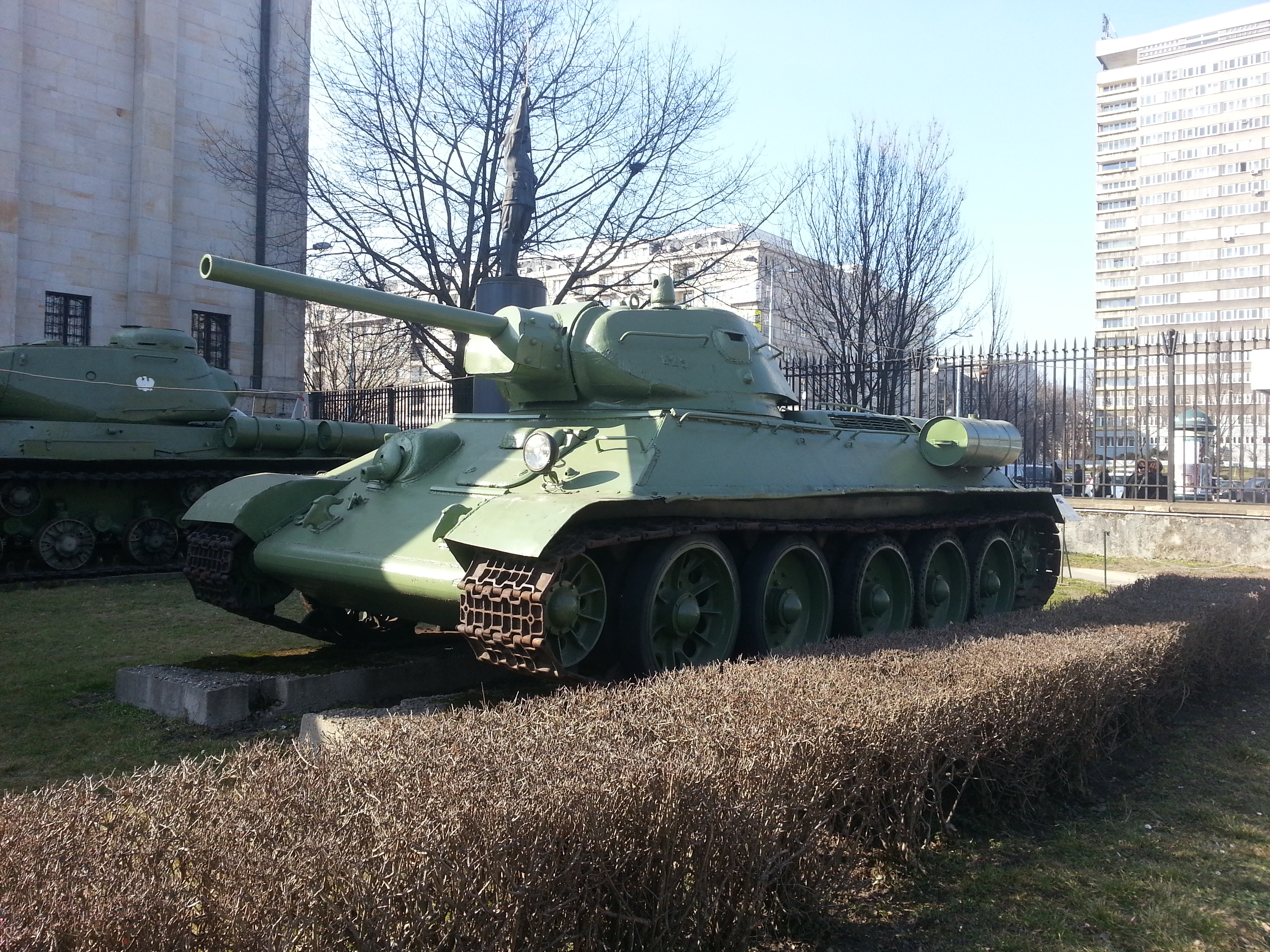
T-34 Model 1942 w Muzeum Wojska Polskiego w Warszawie

W zakresie mobilności, szeroki rozstaw gąsienic czołgu T-34, dobre zawieszenie i mocny silnik dały mu niespotykane osiągi terenowe. Czołgi niemieckie pierwszej generacji nie dorównywały radzieckim.
T-34 nie był czołgiem ergonomicznym, mimo pewnej poprawy w trakcie wojny. Wszystkie wersje uzbrojone w działa 76 mm bardzo przeszkadzały czołgistom z powodu ciasnego układu dwuosobowej wieży. Widoczność pola bitwy u dowódcy była słaba. Otwierający się na zewnątrz właz wymuszał na nim obserwowanie pola walki poprzez pojedynczą szparę wzrokową oraz peryskop. Musiał on także pełnić dodatkową funkcję – działonowego. Dla kontrastu większość ówczesnych amerykańskich i niemieckich czołgów średnich, miała dużo lepsze trzyosobowe wieże dla dowódcy, działonowego i ładowniczego. Układ trzyosobowej wieży pozwalał dowódcy czołgu skoncentrować się na dowodzeniu swoją załogą oraz koordynowaniu swoich działań z resztą jego jednostki, bez przymusu kierowania osobnymi zadaniami, takimi jak celowanie czy ładowanie działa. Miało to duże znaczenie dla efektywności załogi. Konstruktorzy T-34-85 naprawili problem, który został rozpoznany przed wojną. Wielu niemieckich dowódców lubiło podnosić siedzenie w czołgu i zza włazu obserwować pole walki. W wersjach T-34 wyposażonych w działa 76 mm było to niemożliwe.

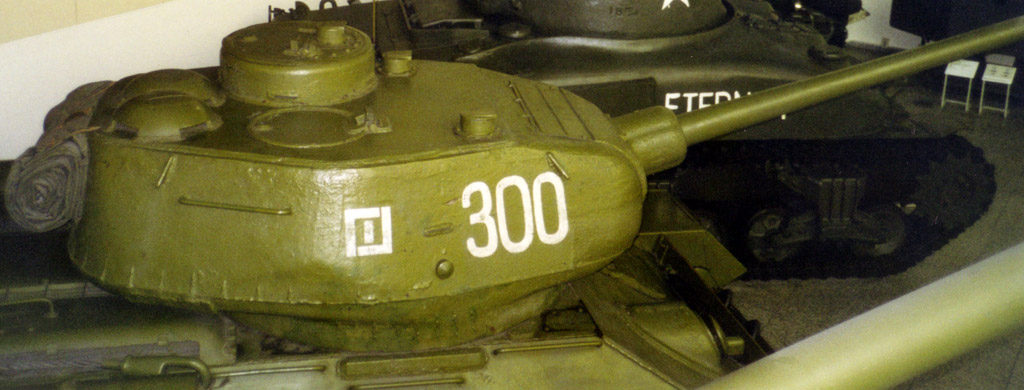
Wieża czołgu T-34-85 z kopułą dowódcy pozwalającą na wielostronne widzenie (wprowadzoną w krótkim czasie poprzez uruchomienie produkcji T-34 Modelu 1943)

Widoczność z siedzenia kierowcy była słaba. Wąski zakres widzenia niekorzystnie oddziaływał na jego zdolności taktyczne.
Ładowniczy także miał trudną pracę z uwagi na brak platformy wieży (obracającej się podłogi, która porusza się, gdy wieża wykonuje obrót). Ten problem był spotykany w wielu innych czołgach, na przykład amerykańskim M3 Stuart. Podłogę pod wieżą T-34 stanowiła amunicja składowana w małych metalowych skrzyniach, ukrytych pod gumową matą. Było tam dziewięć gotowych pocisków amunicji, upakowanych na stojakach z boku przedziału bojowego. Gdy te dziewięć początkowych pocisków zostało wystrzelonych podczas walki, załoga musiała wyciągać dodatkową amunicję ze skrzyni na podłodze, która przez to stawała się zaśmiecona przez otwarte skrzynie i matowanie. To rozpraszało załogę i zmniejszało jej wydajność.
Innymi kluczowymi czynnikami, osłabiającymi siłę uderzenia T-34 na polu walki były: niewyszkolone dowództwo, nieopracowana taktyka walki pancernej oraz pospieszne wyszkolenie załóg. Było to konsekwencją czystek komunistycznych wśród zespołu radzieckich oficerów, w późnych latach 30. XX wieku. Stracenie oficerów, podoficerów i wyszkolonego personelu przyczyniło się do katastrofalnych klęsk Armii Czerwonej w 1941 roku. Wiele załóg przystępowało do boju tylko z podstawowym wyszkoleniem wojskowym oraz przebytym 72-godzinnym przeszkoleniem. Problemy te nawarstwiały się przez nieergonomiczną konstrukcję T-34 i brak radiostacji we wczesnej fazie wojny, co praktycznie uniemożliwiało koordynację jednostek pancernych podczas walki. Niemieccy czołgiści odkryli, że radzieckie siły pancerne atakowały w sztywnych formacjach i zyskiwali małą przewagę w terenie. W latach 1943–1944 znacząco zmniejszono problemy w wyszkoleniu radzieckich załóg, aczkolwiek Niemcy do końca wojny dysponowali lepiej wyszkolonymi czołgistami.

## W kulturze
Czołg pojawił się w wielu książkach, filmach i grach komputerowych, zwłaszcza w tych opowiadających o II wojnie światowej. Odtworzono go m.in. w takich grach, jak: Medal of Honor: Allied Assault – Spearhead, serii Blitzkrieg, World of Tanks, World of Tanks Blitz, War Thunder, Operation Flashpoint: Dragon Rising (tylko w intrze), czy w serii Call of Duty.
W Polsce czołg został rozsławiony za sprawą powieści Janusza Przymanowskiego „Czterej pancerni i pies”, a także nakręconego na jej motywach serialu telewizyjnego. W książce bohaterowie używali czołgu „Rudy 102”, którym był początkowo pojazd w wersji T-34-76, a następnie T-34-85. Jednakże w serialu cały czas w roli „Rudego” występował czołg typu T-34-85. Niezależnie od tego, Rudy 102 stał się jedną z ikon polskiej kultury narodowej.
Czołgi T-34 można zauważyć także pod koniec filmów Gdzie jest generał... oraz Jak rozpętałem drugą wojnę światową (odcinek 3). Pojawiły się również w kilku odcinkach serialu animowanego Włatcy móch.
Na podstawie historii T-34 powstał rosyjski film T-34 z 2018 roku.

## Czołg jako symbol

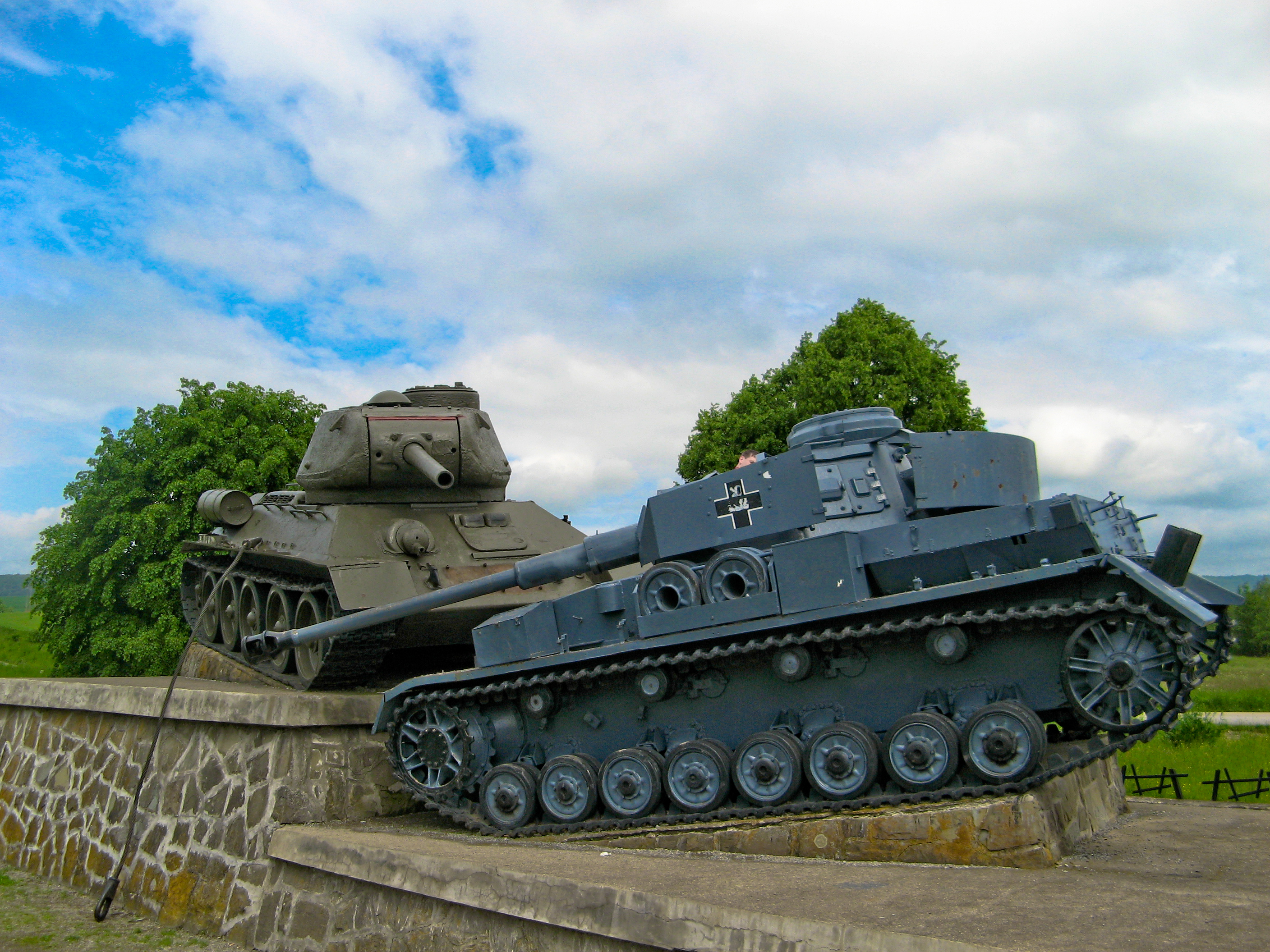
Pomnik bitwy o przełęcz dukielską (1944) po słowackiej stronie Przełęczy; niemiecki Pz-IV J (po prawej) wraz z T-34-85

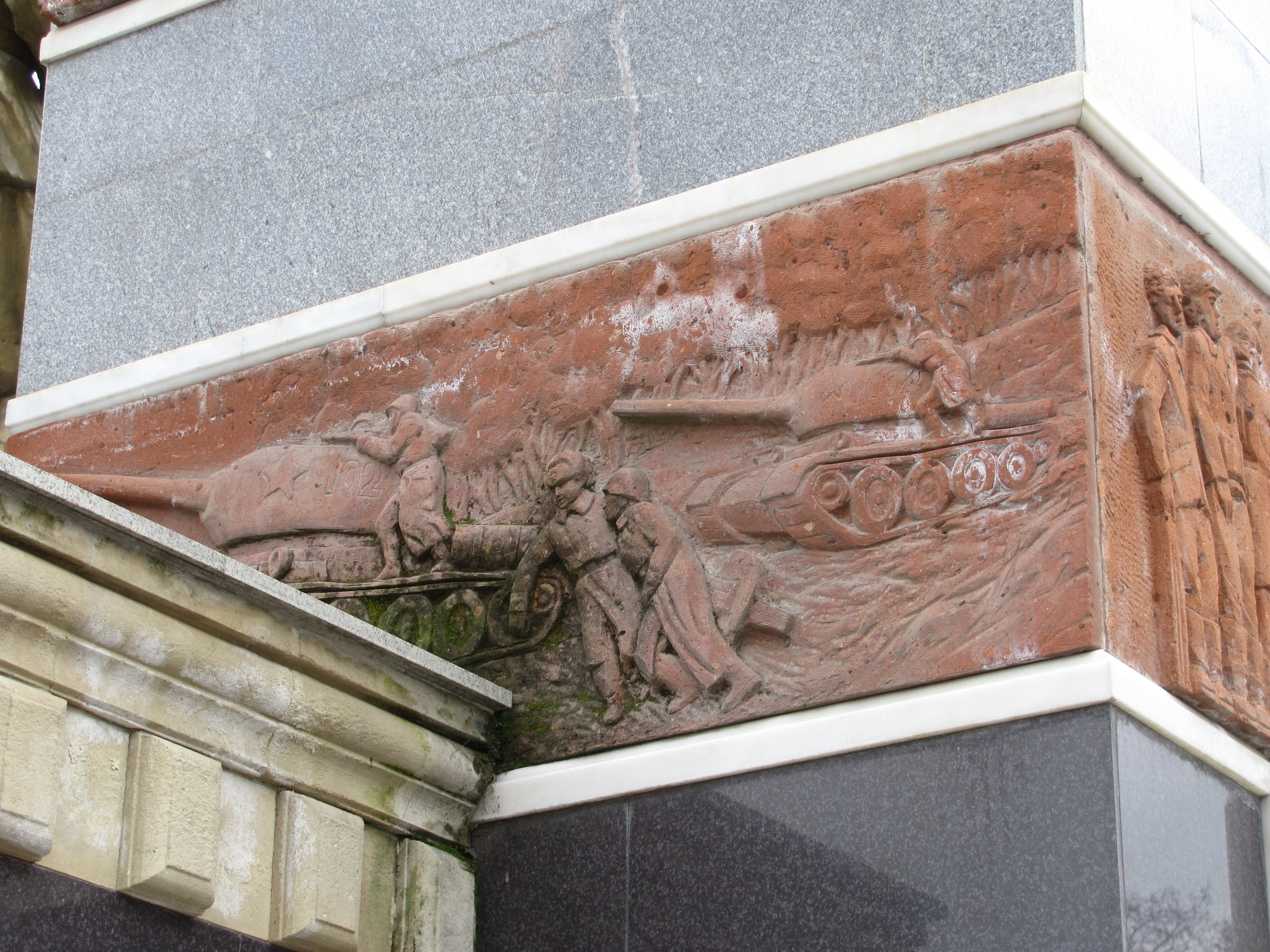
Pomnik w Parku Zwycięstwa w Czerkiesku, na wieży czołgu T-34 widoczny numer 102

Niektóre czołgi T-34 w krajach socjalistycznych instalowano jako pomniki wojenne. W 1980 roku monument czołgu T-34-85 we wschodnioniemieckim mieście Karl-Marx-Stadt (Chemnitz) był celem ataku bombowego, który spowodował niewielkie zniszczenia pojazdu i wybicie pobliskich okien. Zamachowiec Josef Kneifel został skazany na dożywotnie więzienie w Bautzen. Wypuszczono go po zawarciu umowy z rządem Niemiec Zachodnich w 1987 roku. Po zjednoczeniu Niemiec w 1990 roku czołg został przeniesiony do muzeum w Ingolstadt.
Inny czołg, umieszczony na szczycie pomnika radzieckich czołgistów w Pradze, był obiektem poważnych kontrowersji. Pomnik, znany także lokalnie jako „Święty Czołg”, był przeznaczony do wystawienia czołgu T-34-85 sierżanta I. G. Gonczarenki, pierwszego radzieckiego pojazdu, który wjechał do Pragi w maju 1945 roku (faktycznie dźwigał czołg ciężki IS-2M). Dla wielu w Pradze czołg był wspomnieniem inwazji radzieckiej, która zakończyła Praską Wiosnę 1968 roku. Pojazd został pomalowany przez artystę Davida Černego w 1991 roku. Po oficjalnym proteście rządu rosyjskiego Černy został aresztowany, a na czołg nałożono oficjalną farbę zieloną. Po publicznych demonstracjach pojazd odmalowano na różowo przy aprobacie piętnastu posłów parlamentu. Ostatecznie czołg został usunięty z widoku publicznego i przeniesiony do muzeum wojskowego.
Cztery czołgi T-34 zdobią bramy wejściowe na Cmentarz Oficerów Radzieckich we Wrocławiu na wrocławskich Partynicach; według legendy jeden z nich, oznaczony numerem 217, był pierwszym czołgiem radzieckim zdobywającym tereny dzielnicy Krzyki. Kolejny T-34 uprzednio pomalowany na różowo to czołg na ulicy Nelsona Mandeli w Londynie.

## Znaczenie
„Wrażenie, jakie wywarł, miało wielki wpływ na późniejszy rozwój czołgów na całym świecie” – John Milsom

T-34 był jednym z najważniejszych oręży Armii Czerwonej w II wojnie światowej. Gdy po raz pierwszy pojawił się na polu bitwy w 1940, zyskał pozycję najlepiej zaprojektowanego pojazdu na świecie. W połowie wojny T-34 nie był już technicznie lepszy od swoich przeciwników, ale utrzymał swoją skuteczność w walce.
Poprawiony T-34-85 pozostał standardowym radzieckim czołgiem średnim z nieprzerwaną produkcją do końca wojny w 1945. Niemcy odpowiedzieli na T-34, wprowadzając całkowicie nowe, bardzo drogie i skomplikowane technologicznie czołgi drugiej generacji, znacznie spowalniając ich wytwarzanie. Pozwoliło to fabrykom ZSRR na utrzymanie produkcji na wyższym poziomie. Niemcy zdołali wyprodukować jedynie 6557 sztuk Panter wszystkich typów i 2027 Tygrysów. Natomiast samych czołgów T-34-85 wyprodukowano 22 559 sztuk. T-34 zastąpił najwięcej lekkich, średnich oraz ciężkich czołgów obsługiwanych przez żołnierzy ZSRR. Jego ciągłe doskonalenie bezpośrednio doprowadziło do produkcji późniejszych T-44, T-54 i T-55, montowanych do 1981 i używanych do dziś.
Historyk wojen pancernych, Robert Forczyk twierdzi iż zaletami czołgu T-34 były: niezawodna mobilność połączona z możliwością pokonywania dużych odległości na własnych gąsienicach oraz łatwość produkcji masowej. Wyjaśnia też, że wśród angloamerykańskich maniaków historycznych panuje błędne przekonanie, o wyższości czołgów niemieckich nad radzieckimi. Twierdzi, że taka opinia jest pokłosiem zimnej wojny w czasie której wszystkie relacje weteranów Wehrmachtu przyjmowano bezkrytycznie a opinie weteranów Armii Czerwonej pomijano lub odrzucano uznając za nieprawdziwe lub propagandowe. 